# Krokodyle
Krokodyle (Crocodilia) – rząd dużych gadów drapieżnych z grupy zauropsydów, wiodących ziemno-wodny tryb życia. Pojawiły się 83,5 mln lat temu (czyli w późnej kredzie). Są najbliższymi krewnymi ptaków i jedynymi prócz nich przetrwałymi do dziś archozaurami, a także jedynymi współcześnie występującymi członkami kladu Crurotarsi. Członkowie grupy Pseudosuchia, obejmującej krokodyle, pojawili się około 250 milionów lat temu w epoce wczesnego triasu. Różnicowały się w mezozoiku. Rząd krokodyli obejmuje jednak tylko rodziny krokodylowatych, aligatorowatych (w tym kajmany) i gawialowatych.
Duże, solidnej budowy, jaszczurkowatego kształtu krokodyle cechują się długimi, spłaszczonymi pyskami, bocznie spłaszczonym ogonem oraz ułożeniem oczu, uszu i nozdrzy na szczycie głowy. Świetnie pływają, na lądzie poruszają się chodem wysokim bądź niskim. Mniejsze gatunki zdolne są do galopu. Grubą skórę pokrywają niezachodzące na siebie łuski. Paszczę wypełniają haczykowate zęby kształtu stożkowatego. Dysponują wielką siłą zgryzu. Wyróżnia je czterokomorowe serce, podobne do ptasiego, oraz jednokierunkowy przepływ krwi przez płuca. Z innymi gadami łączy je zmiennocieplność.
Zamieszkują głównie niziny tropikalne, ale aligatorowate żyją również na południowym wschodzie USA oraz w chińskiej rzece Jangcy. Są w większości mięsożerne, w skład ich diety mogą wchodzić ryby, skorupiaki, mięczaki, ptaki i ssaki. Niektóre gatunki wyspecjalizowały się w odżywianiu jednym typem pokarmu, jak gawial gangesowy, odżywiający się głównie rybami, podczas gdy inne, jak krokodyl różańcowy, mają urozmaiconą dietę.
Zazwyczaj wiodą samotny tryb życia, przejawiają terytorializm, choć zdarza im się współpraca w pozyskiwaniu zdobyczy. Podczas rozrodu dominujący samiec stara się uzyskać wyłączny dostęp do gotowych do zapłodnienia samic. Samice składają jaja w zagłębieniach, przykrywanych następnie kopcem. W przeciwieństwie do większości gadów występuje opieka nad potomstwem.
8 gatunków znanych jest z tego, że ich przedstawiciele dokonują ataków na człowieka; za największą liczbę ataków odpowiada krokodyl nilowy. Z kolei ludzie stanowią zagrożenie dla populacji krokodyli poprzez polowania, mające na celu pozyskiwanie skór, i destrukcję siedlisk. Farmy hodowlane znacznie zmniejszyły nielegalny obrót skórami. Przedstawienia krokodyli w literaturze i sztuce pojawiały się w kulturach ludzkich przynajmniej od Starożytnego Egiptu. Najstarsza znana wzmianka o krokodylu płaczącym po swej ofierze pochodzi z IX wieku, rozpowszechniła się dzięki Johnowi Mandeville’owi w XV wieku, a następnie Szekspirowi na przełomie XVI i XVII wieku.

## Etymologia
Nazwa krokodyle i Crocodylia wiążą się z nazwą rodzajową Crocodylus (Laurenti, 1768). Nazwę dla rzędu zaproponował Richard Owen w 1842, zapisując ją z użyciem litery i. Greckie słowo κροκόδειλος (crocodeilos) oznacza zarówno jaszczurkę, jak i krokodyla nilowego. Przypuszcza się, że ten grecki wyraz pochodzi od κρόκε (kroke), kamyków, i δρîλος lub δρεîλος (dr(e)ilos), robaka. Nazwa ta może odnosić się do zwyczajów zwierzęcia, wylegującego się na kamienistych brzegach Nilu.

## Definicja filogenetyczna
Do krokodyli – oprócz współcześnie żyjących przedstawicieli tego rzędu – tradycyjnie zaliczano wszystkich wymarłych przedstawicieli kladu Crocodylomorpha oprócz tych z grupy Sphenosuchia, być może parafiletycznej. Część autorów zaliczała do krokodyli także Sphenosuchia. Tak szeroko rozumiane krokodyle pojawiły się na Ziemi około 220 mln lat temu, w okresie triasu.
W latach 80. XX wieku, wraz z rozwojem klasyfikacji opartej na zasadach kladystyki, zaczęto postulować, by do rzędu Crocodilia zaliczać tylko współcześnie żyjące krokodyle i wszystkich innych potomków ich ostatniego wspólnego przodka; większy klad obejmujący tak rozumiane krokodyle i wszystkie inne krokodylomorfy (oprócz Sphenosuchia) miał nosić nazwę Crocodyliformes. W późniejszych publikacjach zaproponowano kilka definicji filogenetycznych tak rozumianych krokodyli; Brochu (2003) zdefiniował Crocodylia jako nazwę kladu obejmującego ostatniego wspólnego przodka gatunków Gavialis gangeticus, Alligator mississippiensis i Crocodylus niloticus oraz wszystkich jego potomków. Najstarsze znane skamieniałości niewątpliwie należące do tak definiowanych krokodyli pochodzą z kampanu (koniec kredy), choć niektóre analizy molekularne sugerują, że pierwsze krokodyle żyły już około 150 mln lat temu. W 2008 roku Jeremy Martin i Michael J. Benton zaproponowali powrót do stosowania nazwy Crocodylia dla grupy obejmującej tradycyjnie rozumiane krokodyle, czyli wszystkie krokodylomorfy oprócz Sphenosuchia, jednak wśród naukowców panuje obecnie konsensus, że termin Crocodylia powinien być używany w stosunku do grupy koronnej.

## Ewolucja
Główną cechą wyróżniającą diapsydalne czworonogi jest obecność dwóch otworów po obu stronach czaszki za oczami, zwanych oknami skroniowymi. Współcześnie żyjące diapsydy obejmują krokodyle, jaszczurki z wężami, sfenodonty i ptaki. Z kolei od innych diapsydów archozaury wyróżniają się dodatkową parą otworów w czaszce, okien przedoczodołowych, leżących do przodu od oczodołów. Archozaury stanowią grupę koronną obejmującą ostatniego wspólnego przodka krokodyli i ptaków, jak też wszystkich jego potomków. Wedle starszego poglądu obejmują one Pseudosuchia, „fałszywe krokodyle”, i Ornithosuchia, które z kolei zawierają dinozaury (w tym ptaki), ich bliskich krewnych i pterozaury. Pseudosuchia definiuje się jako wszystkie archozaury bliżej spokrewnione z krokodylami niż z ptakami. Grupa ta obejmuje liczne taksony wymarłe, jak fitozaury. Obecnie kwestionuje się wyróżnianie Ornithosuchia, gdyż Ornithosuchus okazał się należeć do pseudozuchów, a więc był bliżej spokrewniony z krokodylami, niż z ptakami. Współczesne krokodyle straciły okna przedoczodołowe, obecne u większości ich przodków w postaci niewielkich otworków.

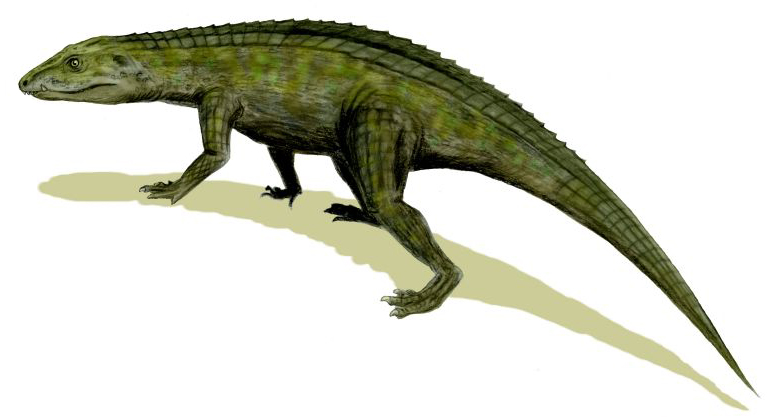
Rekonstrukcja wczesnego krokodylomorfa protozucha

Krokodylomorfy to jedyne pseudozuchy, które przetrwały wymieranie triasowe około 201,3 miliona lat temu. We wczesnym okresie jurajskim dominację na lądzie uzyskały dinozaury, krokodylomorfy natomiast przeszły dużą radiację adaptacyjną, wypełniając nisze ekologiczne opuszczone przez niedawno wymarłe grupy. Mezozoiczne krokodylomorfy cieszyły się znacznie większą różnorodnością form niż dzisiejsze krokodyle. Zaliczały się doń niewielkie, szybko poruszające się zwierzęta owadożerne, wyspecjalizowani rybożercy, mięsożercy żyjący na lądzie albo w morzu, a nawet kilku roślinożerców. Niektóre morskie gatunki krokodylomorfów, choć nie krokodyli w wąskim ujęciu (Metriorhynchidae), miały kończyny przekształcone w płetwy. Najwcześniejszy etap ewolucji krokodyli obejmował Protosuchia, które wyewoluowały w triasie późnym i jurze wczesnej. Następnie po nich pojawiły się Mesosuchia. Zróżnicowały się one szeroko w okresie jury i trzeciorzędu. Inna grupa, Eusuchia, pojawiła się w późnej kredzie, 80 milionów lat temu. Obejmuje ona również krokodyle żyjące obecnie.
Protosuchia były niewielkimi, w większości lądowymi zwierzętami o krótkich pyskach i długich kończynach. Posiadały kostną zbroję w formie dwóch rzędów płytek rozciągających się od głowy do ogona. Cechę tę zachowała większość współczesnych krokodyli. Ich kręgi były wypukłe, jeśli chodzi o dwie główne powierzchnie stawowe. Ich podniebienie kostne było rozwinięte gorzej niż u późniejszych form. U Mesosuchia kości podniebienne uległy połączeniu, tworząc kostne podniebienie wtórne, a przedłużenie dróg nosowych sięgnęło kości skrzydłowej. Pozwoliło to zwierzęciu oddychać przez nozdrza przy paszczy otwartej pod wodą. U Eusuchia proces ten kontynuował. Nozdrza wewnętrzne otwierają się u nich przez otwór w kości skrzydłowej. Kręgi Eusuchia posiadają powierzchnie stawowe wypukłą i wklęsłą, tworzące pomiędzy kręgami stawy panewkowe, zapewniające większą giętkość i siłę. Najstarszy znany przedstawiciel Eusuchia to Hylaeochampsa vectiana, którego skamieniałości znaleziono w osadach kredy wczesnej na Wyspie Wight. Gatunek ten posłużył też do zdefiniowania samych Eusuchia, obejmujących ostatniego wspólnego przodka wyżej wymienionego oraz trzech gatunków użytych w definicji krokodyli. Z paleogenu znane są krokodyle, takie jak Pristichampsidae, w języku angielskim znane jako hoofed crocodiles („krokodyle kopytne”). Zaliczają się doń wszystkie taksony bliższe Pristichampsus rollinati niż trzem gatunkom definiującym krokodyle. W kredzie i paleogenie na obszarach kontynentu północnoamerykańskiego występował Borealosuchus. W obrębie tego rodzaju wyróżnia się 6 gatunków. Jego pozycja filogenetyczna nie została jednoznacznie ustalona.
Trzy główne linie Crocodilia rozdzieliły się pod koniec mezozoiku. Najstarszym znanym taksonem, który może być przedstawicielem Crocodilia jest Portugalosuchus azenhae, żyjący w cenomanie na obszarze dzisiejszej Portugalii. Najwcześniejsi znani niewątpliwi członkowie tej grupy to Alligatoroidea (taksony bliższe aligatorowi amerykańskiemu, niż krokodylowi nilowemu i gawialowi gangesowemu) i Gavialoidea (taksony bliższe gawialowi gangesowemu, niż dwóm pozostałym gatunkom definiującym krokodyle), żyjące w Ameryce Północnej i Europie w kampanie (około 83,6–72,1 miliona lat temu). Choć pierwsze znane Crocodyloidea pojawiły się w mastrychcie (około 72,1–66,0 miliona lat temu), ich linia musiała istnieć już w kampanie, a ze względu na to, że najwcześniejsi znani przedstawiciele Alligatoroidea i Gavialoidea są formami mocno zaawansowanymi ewolucyjnie, uważa się, że rzeczywisty czas zróżnicowania się tych trzech linii musiał poprzedzać kampan.

### Filogeneza

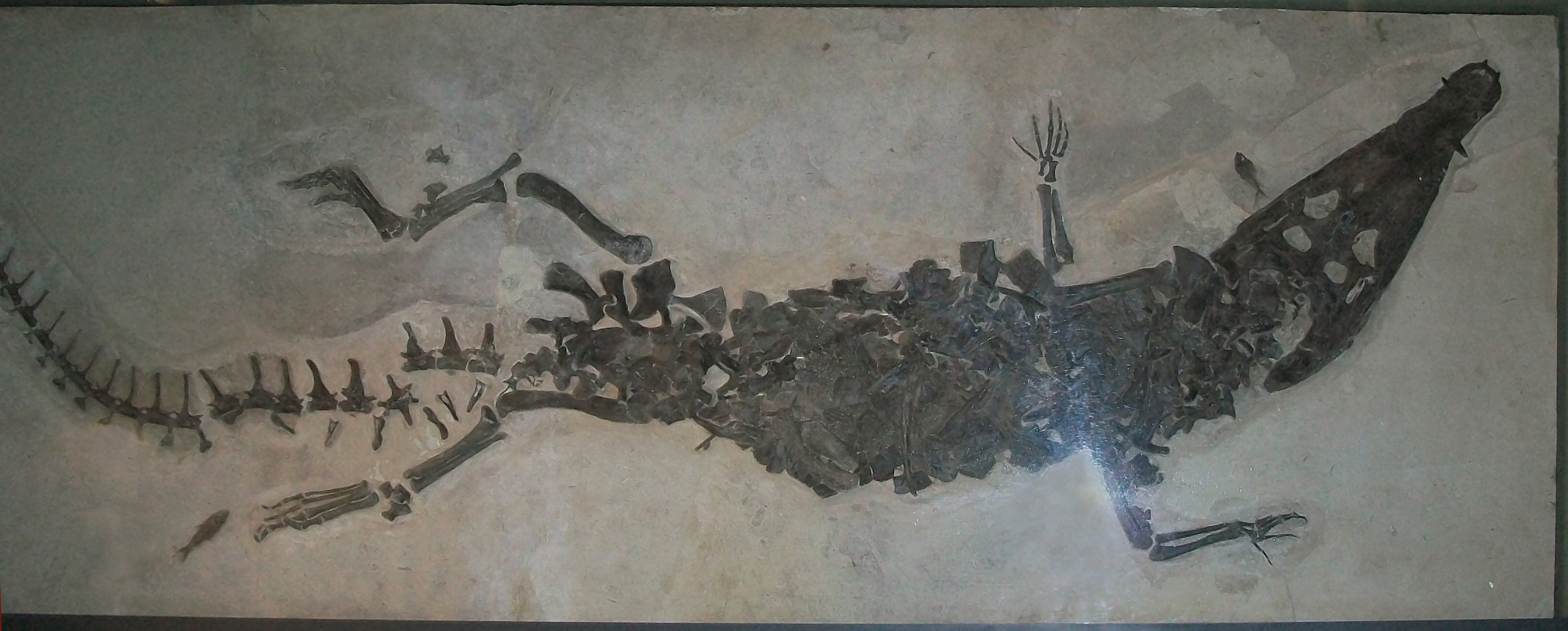
Borealosuchus wilsoni

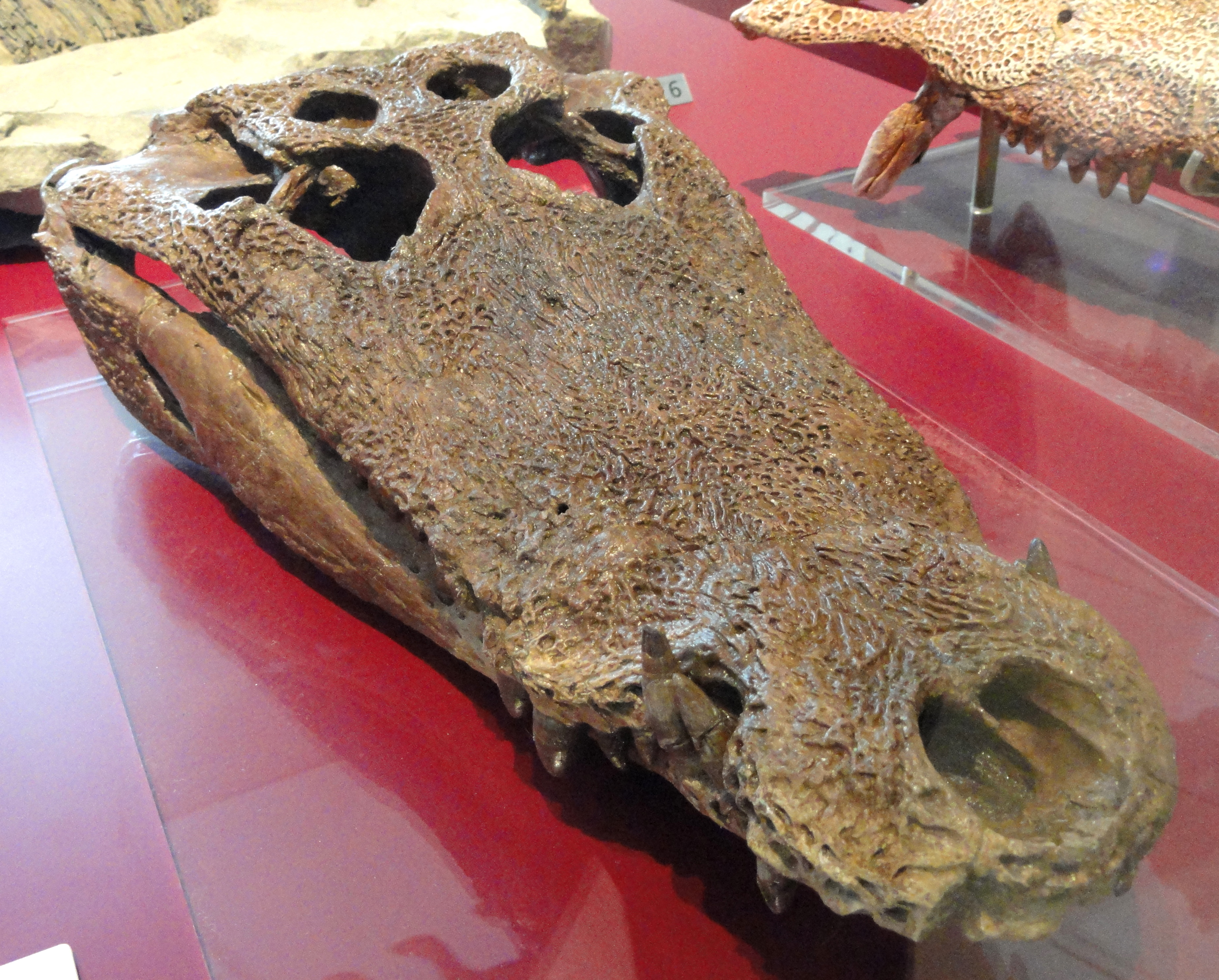
Leidyosuchus canadensis, kredowy przedstawiciel Alligatoroidea

W XXI wieku relacje filogenetyczne pomiędzy krokodylami w dalszym ciągu nie są ustalone. Badania opierające się na cechach budowy przynoszą rezultaty niezgodne z badaniami genetycznymi. Główny problem dotyczy pokrewieństw gawiala gangesowego. Tradycyjnie uznawany był on za gatunek siostrzany do wszystkich pozostałych krokodyli, co potwierdzają analizy morfologiczne. Badania genetyczne wskazują jednak na jego bliskie pokrewieństwo z krokodylem gawialowym, również cechującym się mocno wydłużonym pyskiem. Wskazują one, że te dwa gatunki stanowią razem grupę siostrzaną dla krokodylowatych, a nie wszystkich pozostałych krokodyli. Niektóre oszacowania molekularne sugerują, że linie ewolucyjne Gavialis i Tomistoma rozeszły się pomiędzy 22 a 48 mln lat temu, z czym jednak zdecydowanie kłócą się dane paleontologiczne, wskazujące na ich dywergencję już w kredzie. Ten konflikt pomiędzy danymi morfologicznymi a molekularnymi ma istotne konsekwencje dla klasyfikacji krokodyli.
Tradycyjnie (zgodnie z danymi morfologicznymi) do Crocodylidae zalicza się współczesne rodzaje Crocodylus (i wydzielony z niego Mecistops), Osteolaemus oraz Tomistoma, wyróżniając w jej obrębie dwie główne grupy – Crocodylinae (wewnątrz niej również Osteolaeminae) oraz Tomistominae. Jeśli przyjąć hipotezę molekularną, grupa Tomistominae klasyfikowana byłaby wewnątrz Gavialidae, a nie Crocodylidae; wówczas do gawialowatych należałyby dwie główne grupy – Gavialinae i Tomistominae. Aligatorowate definiuje się jako wszystkie taksony pochodzące od ostatniego wspólnego przodka aligatora amerykańskiego i kajmana okularowego (a podział aligatorowatych na bliższe pierwszemu bądź drugiemu jest podstawą wyróżnienia podrodzin Alligatorinae i Caimaninae). Brochu (2003) przedstawił definicje filogenetyczne tych nazw, wskazując jednak, że są podatne na zmiany przyjętej filogenezy.
Różni zoolodzy różnorodnie interpretują filogenezę krokodyli. Poniższy kladogram obrazuje pogląd Hollidaya i Gardnera z 2012, zachowując tradycyjne Brevirostres, a więc klad obejmujący ostatniego wspólnego przodka krokodyla nilowego i aligatora amerykańskiego, jak też wszystkich jego potomków – nie obejmuje on więc gawiali. Jednakże w zależności od pozycji na drzewie rodowym krokodyli rodzajów Gavialis i Tomistoma, może się on również okazać synonimem Crocodylia. Tomistoma wchodzi bowiem w skład krokodylowatych. Jeśli gawial gangesowy jest taksonem siostrzanym tego rodzaju, byłby i on jej członkiem, a więc bliższym krewnym krokodyla nilowego, niż aligator amerykański. Od wspólnego przodka krokodyla i aligatora pochodziłyby więc wszystkie krokodyle.
|            | Aegyptosuchidae                                                                              |
|            |                                                                                              |
| Crocodilia | \| \| Borealosuchus \| \| \| \| \| \| Gavialoidea \| \| \| \| \| \| Brevirostres \| \| \| \| |
|            | \| \| Borealosuchus \| \| \| \| \| \| Gavialoidea \| \| \| \| \| \| Brevirostres \| \| \| \| |
|            | Borealosuchus                                                                                |
|            |                                                                                              |
|            | Gavialoidea                                                                                  |
|            |                                                                                              |
|            | Brevirostres                                                                                 |
|            |                                                                                              |

|  | Borealosuchus |
|  |               |
|  | Gavialoidea   |
|  |               |
|  | Brevirostres  |
|  |               |

|            | Aegyptosuchidae                                                                              |
|            |                                                                                              |
| Crocodilia | \| \| Borealosuchus \| \| \| \| \| \| Gavialoidea \| \| \| \| \| \| Brevirostres \| \| \| \| |
|            | \| \| Borealosuchus \| \| \| \| \| \| Gavialoidea \| \| \| \| \| \| Brevirostres \| \| \| \| |
|            | Borealosuchus                                                                                |
|            |                                                                                              |
|            | Gavialoidea                                                                                  |
|            |                                                                                              |
|            | Brevirostres                                                                                 |
|            |                                                                                              |

|  | Borealosuchus |
|  |               |
|  | Gavialoidea   |
|  |               |
|  | Brevirostres  |
|  |               |

|            | Aegyptosuchidae                                                                              |
|            |                                                                                              |
| Crocodilia | \| \| Borealosuchus \| \| \| \| \| \| Gavialoidea \| \| \| \| \| \| Brevirostres \| \| \| \| |
|            | \| \| Borealosuchus \| \| \| \| \| \| Gavialoidea \| \| \| \| \| \| Brevirostres \| \| \| \| |
|            | Borealosuchus                                                                                |
|            |                                                                                              |
|            | Gavialoidea                                                                                  |
|            |                                                                                              |
|            | Brevirostres                                                                                 |
|            |                                                                                              |

|  | Borealosuchus |
|  |               |
|  | Gavialoidea   |
|  |               |
|  | Brevirostres  |
|  |               |

|            | Aegyptosuchidae                                                                              |
|            |                                                                                              |
| Crocodilia | \| \| Borealosuchus \| \| \| \| \| \| Gavialoidea \| \| \| \| \| \| Brevirostres \| \| \| \| |
|            | \| \| Borealosuchus \| \| \| \| \| \| Gavialoidea \| \| \| \| \| \| Brevirostres \| \| \| \| |
|            | Borealosuchus                                                                                |
|            |                                                                                              |
|            | Gavialoidea                                                                                  |
|            |                                                                                              |
|            | Brevirostres                                                                                 |
|            |                                                                                              |

|  | Borealosuchus |
|  |               |
|  | Gavialoidea   |
|  |               |
|  | Brevirostres  |
|  |               |

Krokodyle zawdzięczają swój sukces zdominowaniu niszy drapieżników ziemno-wodnych. Zajmują tę pozycję od ponad 85 milionów lat. Adaptacje szkieletowo-mięśniowe, które rozwinęły, mogą generować większą siłę zgryzu i ciśnienie wywierane przez zęby, niż u większości innych zwierząt. Pomimo tych modyfikacji ogólna budowa ich ciała właściwie się nie zmieniła. Współczesne Crocodilia mało różnią się od swych przodków. W 2012 Erickson et al. zmierzyli biomechaniczne właściwości ich pysków i porównali wyniki z danymi filogenetycznymi uzyskanymi dzięki sekwencjonowaniu DNA, tworząc metodą maksymalnego prawdopodobieństwa kladogram obejmujący współczesne krokodyle (z wyłączeniem kajmana żakare, którego DNA naukowcy nie mogli zdobyć) – na podstawie tych wyników nie znaleziono powodów na wydzielanie Brevirostres:
|  | \| \| Caiman \| \| \| \| \| \| Melanosuchus \| \| \| \| |
|  |                                                         |
|  | Paleosuchus                                             |
|  |                                                         |
|  | Caiman                                                  |
|  |                                                         |
|  | Melanosuchus                                            |
|  |                                                         |

|  | Caiman       |
|  |              |
|  | Melanosuchus |
|  |              |

|  | \| \| Caiman \| \| \| \| \| \| Melanosuchus \| \| \| \| |
|  |                                                         |
|  | Paleosuchus                                             |
|  |                                                         |
|  | Caiman                                                  |
|  |                                                         |
|  | Melanosuchus                                            |
|  |                                                         |

|  | Caiman       |
|  |              |
|  | Melanosuchus |
|  |              |

|  | Crocodylus                                                |
|  |                                                           |
|  | \| \| Mecistops \| \| \| \| \| \| Osteolaemus \| \| \| \| |
|  |                                                           |
|  | Mecistops                                                 |
|  |                                                           |
|  | Osteolaemus                                               |
|  |                                                           |

|  | Mecistops   |
|  |             |
|  | Osteolaemus |
|  |             |

|  | Gavialis  |
|  |           |
|  | Tomistoma |
|  |           |

|  | Crocodylus                                                |
|  |                                                           |
|  | \| \| Mecistops \| \| \| \| \| \| Osteolaemus \| \| \| \| |
|  |                                                           |
|  | Mecistops                                                 |
|  |                                                           |
|  | Osteolaemus                                               |
|  |                                                           |

|  | Mecistops   |
|  |             |
|  | Osteolaemus |
|  |             |

|  | Gavialis  |
|  |           |
|  | Tomistoma |
|  |           |

|  | \| \| Caiman \| \| \| \| \| \| Melanosuchus \| \| \| \| |
|  |                                                         |
|  | Paleosuchus                                             |
|  |                                                         |
|  | Caiman                                                  |
|  |                                                         |
|  | Melanosuchus                                            |
|  |                                                         |

|  | Caiman       |
|  |              |
|  | Melanosuchus |
|  |              |

|  | \| \| Caiman \| \| \| \| \| \| Melanosuchus \| \| \| \| |
|  |                                                         |
|  | Paleosuchus                                             |
|  |                                                         |
|  | Caiman                                                  |
|  |                                                         |
|  | Melanosuchus                                            |
|  |                                                         |

|  | Caiman       |
|  |              |
|  | Melanosuchus |
|  |              |

|  | Crocodylus                                                |
|  |                                                           |
|  | \| \| Mecistops \| \| \| \| \| \| Osteolaemus \| \| \| \| |
|  |                                                           |
|  | Mecistops                                                 |
|  |                                                           |
|  | Osteolaemus                                               |
|  |                                                           |

|  | Mecistops   |
|  |             |
|  | Osteolaemus |
|  |             |

|  | Gavialis  |
|  |           |
|  | Tomistoma |
|  |           |

|  | Crocodylus                                                |
|  |                                                           |
|  | \| \| Mecistops \| \| \| \| \| \| Osteolaemus \| \| \| \| |
|  |                                                           |
|  | Mecistops                                                 |
|  |                                                           |
|  | Osteolaemus                                               |
|  |                                                           |

|  | Mecistops   |
|  |             |
|  | Osteolaemus |
|  |             |

|  | Gavialis  |
|  |           |
|  | Tomistoma |
|  |           |

### Systematyka współczesnych przedstawicieli

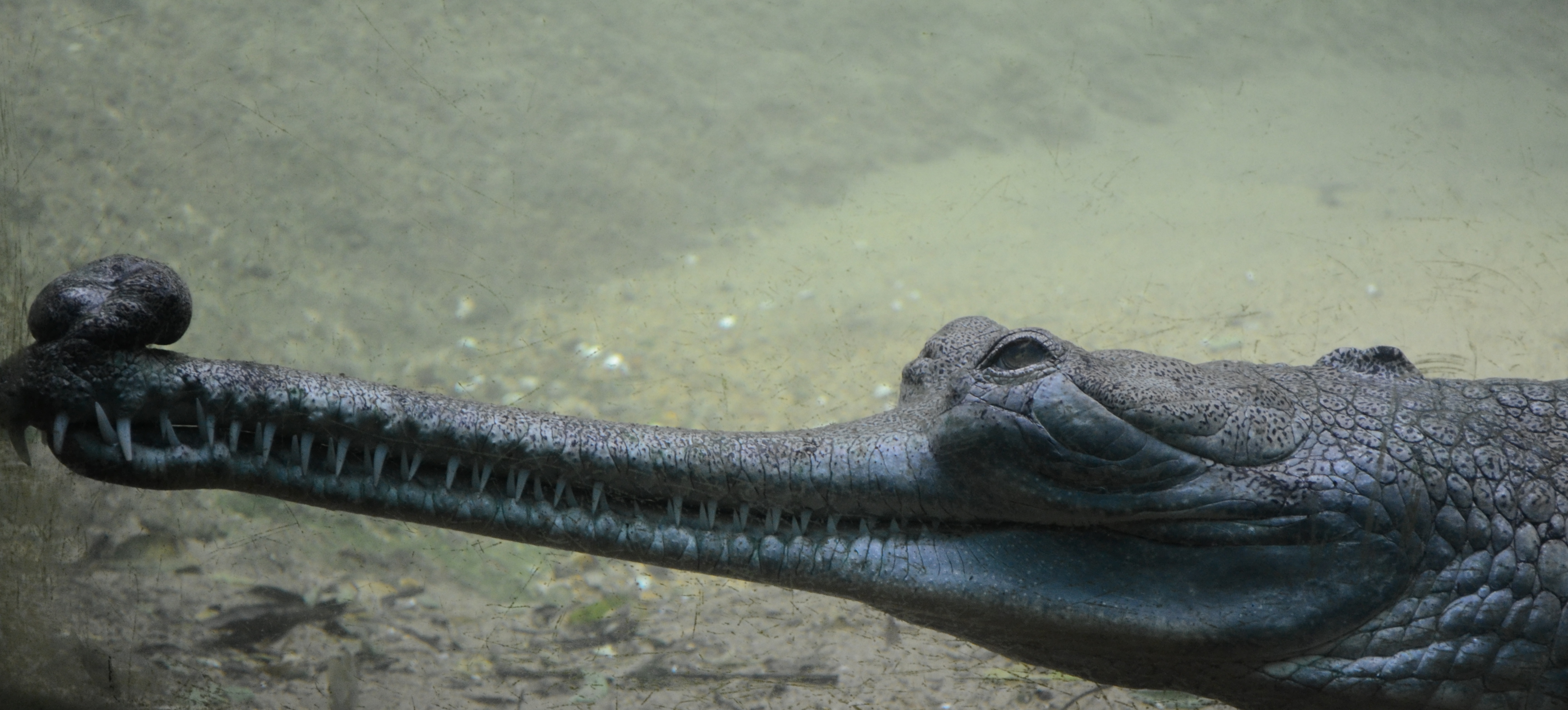
Samiec gawiala o długim i wąskim pysku z gharą na czubku

Systematyka współczesnych Crocodylia przedstawia się następująco:
- rodzina gawialowate (Gavialidae)[28]
  - rodzaj Gavialis[29]
    - gawial gangesowy (Gavialis gangeticus)

  - rodzaj Tomistoma[30]
    - krokodyl gawialowy (Tomistoma schlegelii)

Rodzina gawialowatych obejmuje obecnie 2 gatunki (gawial gangesowy, krokodyl gawialowy). Cechuje je długi, wąski pysk z dużym guzkiem na szczycie. Spotyka się je rzadko i jedynie w Azji Południowej.

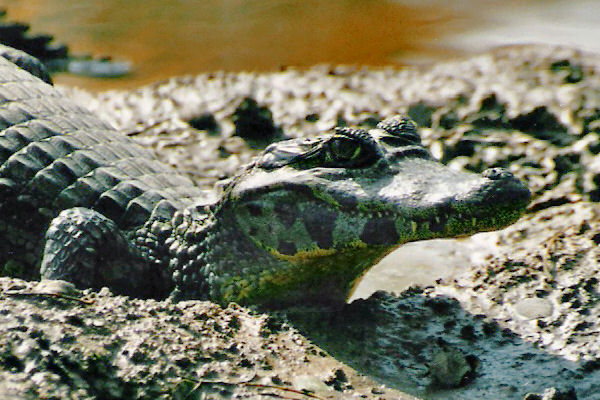
Dolnych zębów aligatorów ani kajmanów, jak w przypadku tego kajmana żakare, nie widać przy zamkniętym pysku

- rodzina Aligatorowate (Alligatoridae)[32]
  - rodzaj Alligator[33]
    - aligator missisipski (Alligator mississippiensis)
    - aligator chiński (Alligator sinensis)

  - rodzaj Paleosuchus[34]
    - kajman karłowaty (Paleosuchus palpebrosus)
    - kajman Schneidera (Paleosuchus trigonatus)

  - rodzaj Caiman[35]
    - kajman żakare (Caiman yacare)
    - kajman okularowy (Caiman crocodilus)
    - kajman szerokopyski (Caiman latirostris)

  - rodzaj Melanosuchus[36]
    - kajman czarny (Melanosuchus niger)

Obecnie aligatorowate obejmują 2 gatunki z rodzaju Alligator i 6 gatunków kajmanów, pogrupowanych w 3 rodzaje. Można je rozpoznać po szerokim pysku, w którym czwartych zębów żuchwy nie widać przy zamkniętym pysku.

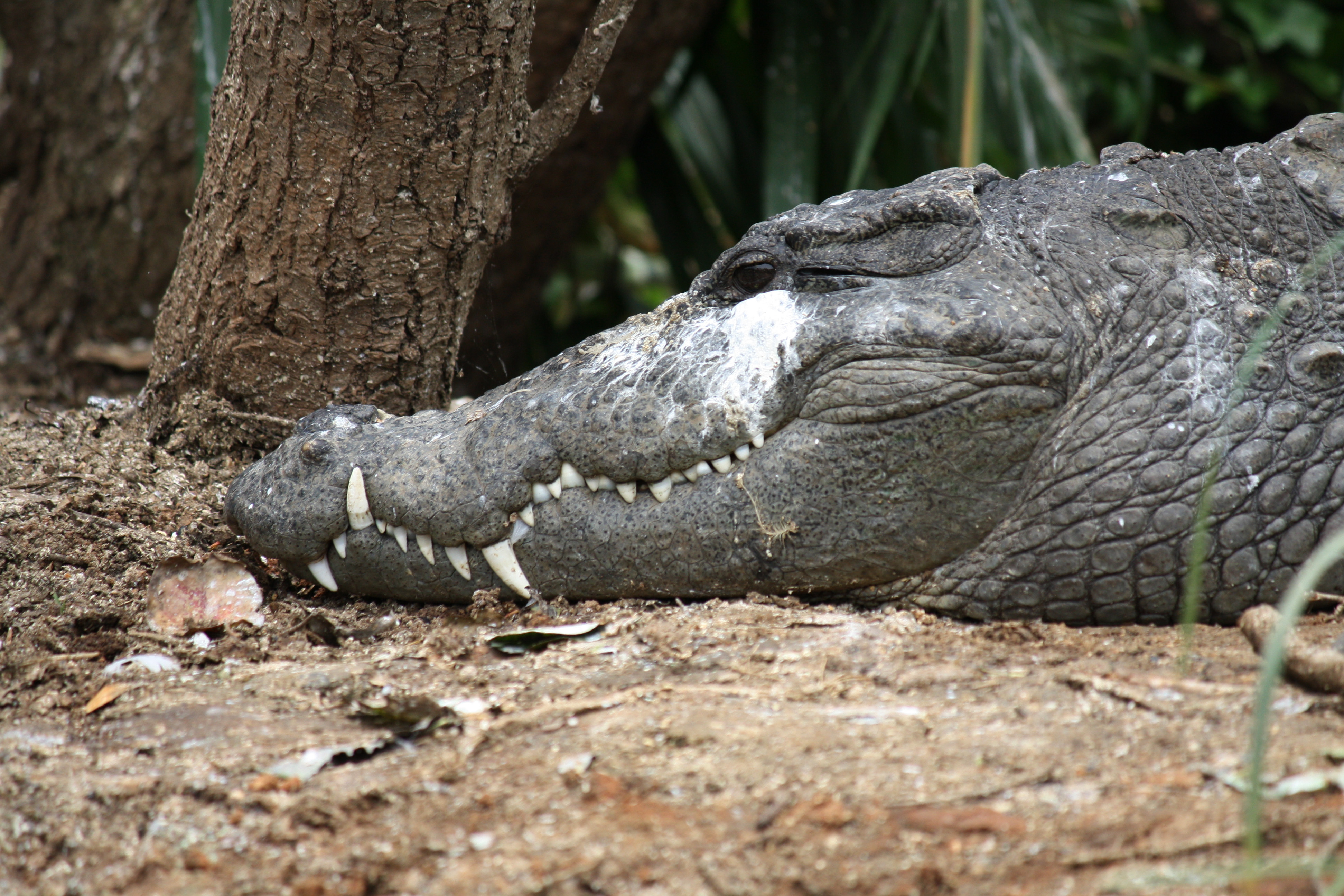
Czwarty ząb żuchwy krokodylowatych, jak tego krokodyla błotnego, można dostrzec przy zamkniętym pysku

- rodzina krokodylowate (Crocodylidae)[37]
  - rodzaj Crocodylus[38]
    - krokodyl amerykański (Crocodylus acutus)
    - Crocodylus halli[39]
    - krokodyl orinokański (Crocodylus intermedius)
    - krokodyl australijski (Crocodylus johnsoni)
    - krokodyl filipiński (Crocodylus mindorensis)
    - krokodyl meksykański (Crocodylus moreletii)
    - krokodyl nilowy (Crocodylus niloticus)
    - krokodyl nowogwinejski (Crocodylus novaeguineae)
    - krokodyl błotny (Crocodylus palustris)
    - krokodyl różańcowy (Crocodylus porosus)
    - krokodyl kubański (Crocodylus rhombifer)
    - krokodyl syjamski (Crocodylus siamensis)Zachodnioafrykański krokodyl krótkopyski

  - rodzaj Mecistops[40]

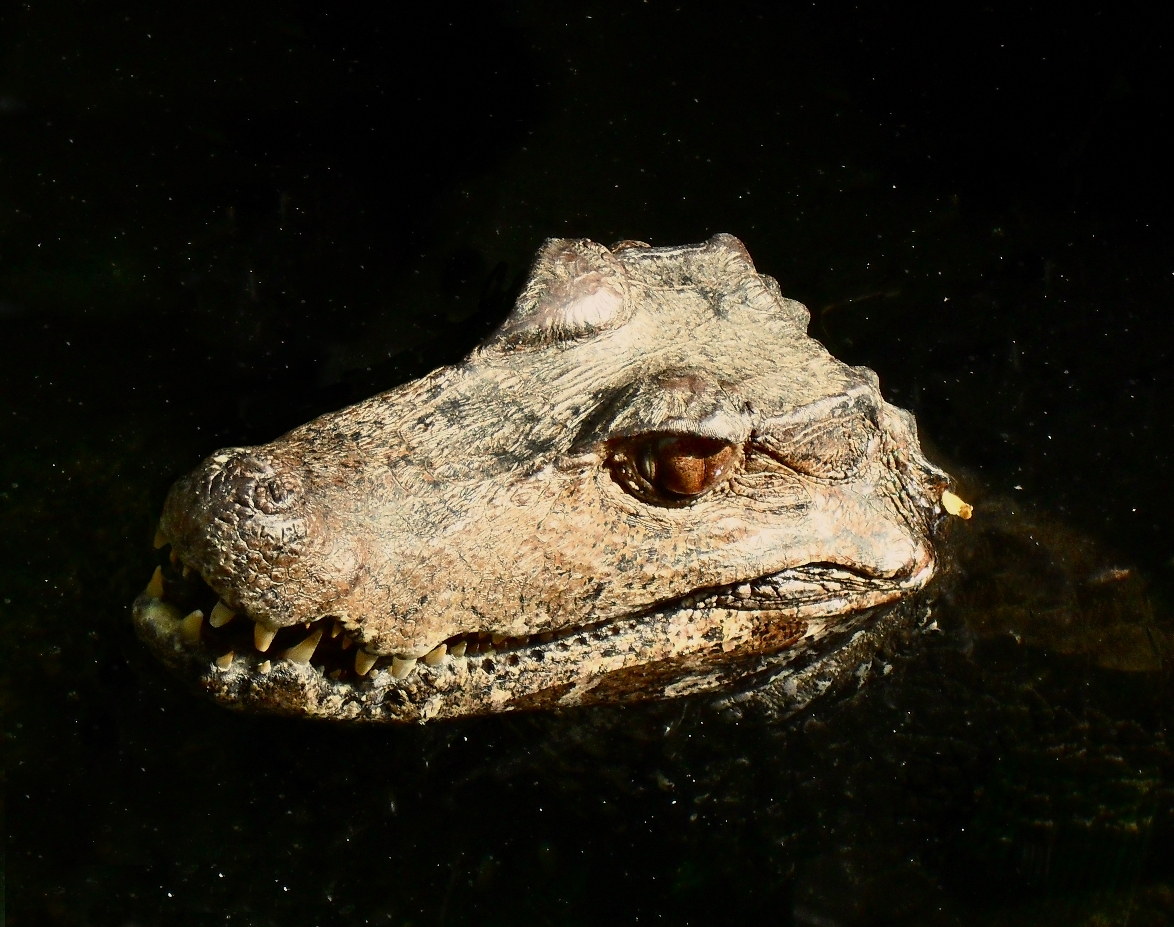
Zachodnioafrykański krokodyl krótkopyski

    - krokodyl wąskopyski (Mecistops cataphractus)

  - rodzaj Osteolaemus[41]
    - krokodyl krótkopyski (Osteolaemus tetraspis)

Współczesne krokodylowate obejmują 12 gatunków należących do rodzaju Crocodylus i 2 gatunki wydzielone do odrębnych rodzajów. Mają różnorodne kształty pyska, ale można je rozpoznać po czwartym dolnym zębie widocznym przy zamkniętym pysku.
Część autorów podnosi dodatkowo jeden z podgatunków krokodyla krótkopyskiego, O. t. osborni, do rangi odrębnego gatunku Osteolaemus osborni. Populacje krokodyla nilowego z zachodniej i środkowej Afryki mogą w rzeczywistości reprezentować odrębny gatunek, dla którego konieczne może się okazać wskrzeszenie historycznej nazwy Crocodylus suchus lub Crocodylus binuensis.

## Morfologia i fizjologia

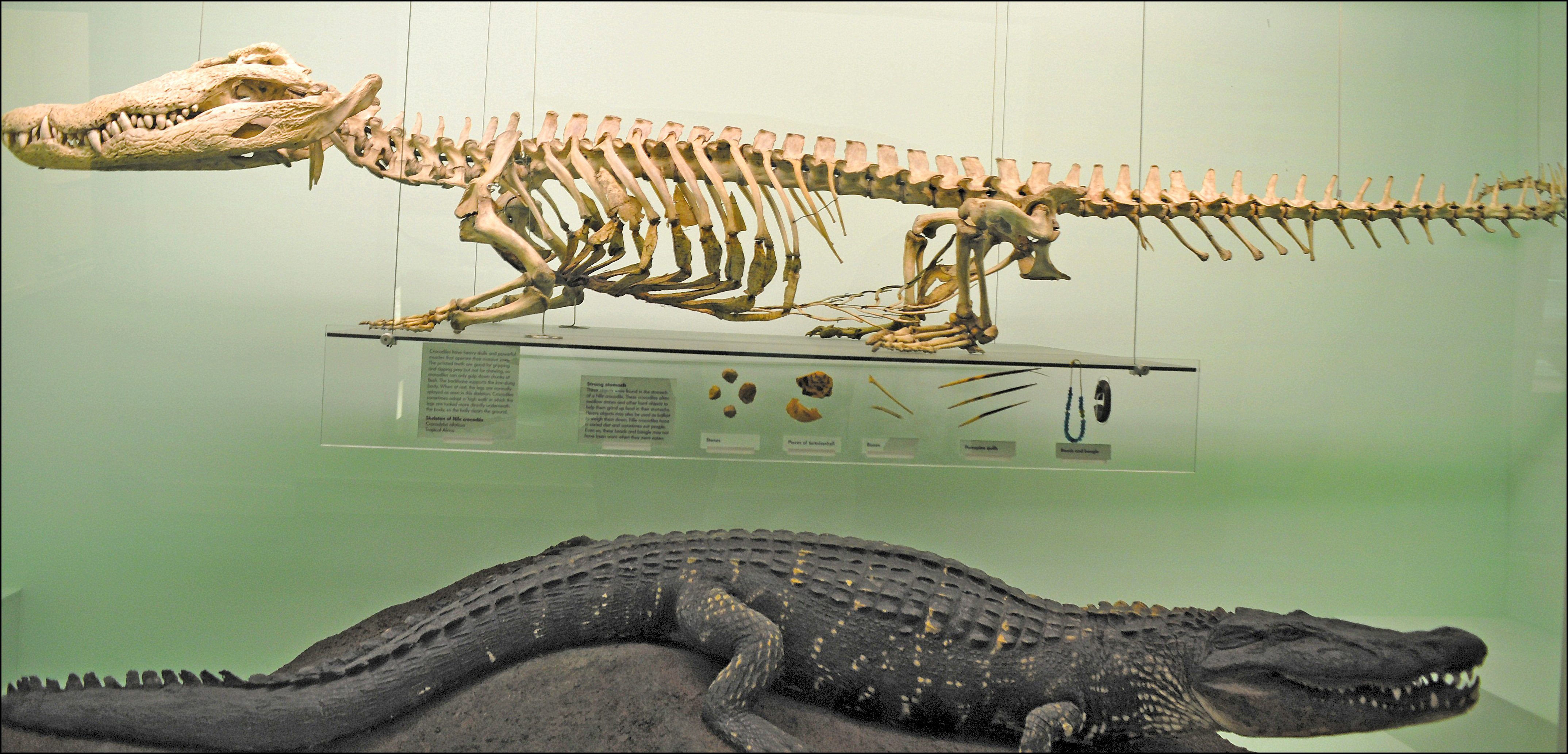
Poskładany szkielet i wypchana skóra krokodyla nilowego

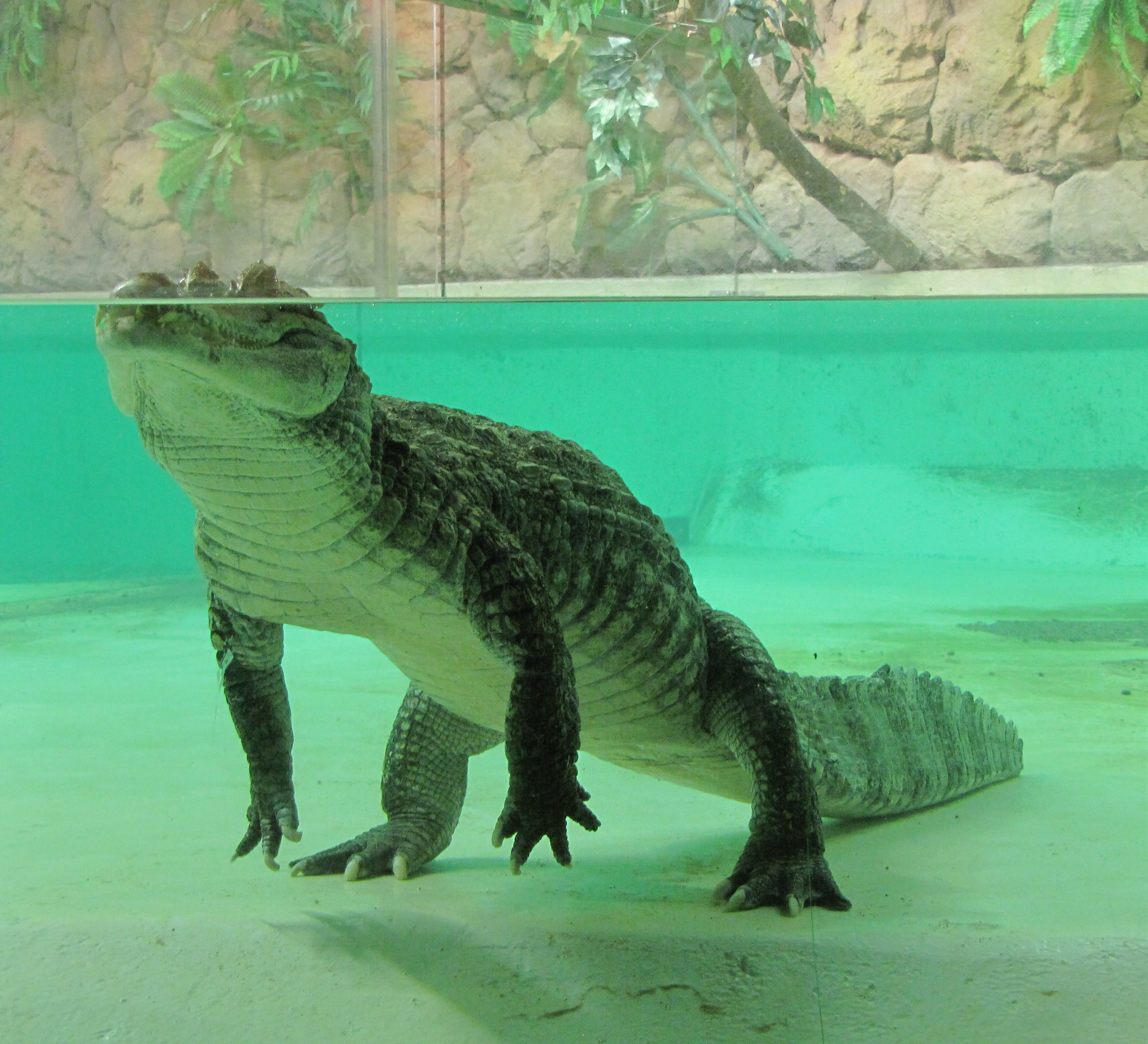
Krokodyle, jak widoczny na zdjęciu kajman okularowy, potrafią ukryć się w wodzie, wystawiając na powierzchnię jedynie oczy, uszy i nozdrza

Krokodyle różnią się wielkością. Przedstawiciele gatunków z rodzajów Paleosuchus czy Osteolaemus osiągają 1–1,5 m długości. Z drugiej strony krokodyl różańcowy dorasta do 7 m długości i 2000 kg masy ciała. Pewne formy prehistoryczne były jeszcze większe. Długość ciała późnokredowego deinozucha dochodziła do 11–15 m, a jego masa do 3450 kg. Występuje dymorfizm płciowy: samce są dużo większe od samic. Krokodyle zachowują podobną ogólną budowę ciała, choć kształt pyska i zębów są zróżnicowane. Mają solidnie zbudowane, przypominające jaszczurcze ciało o wydłużonym, spłaszczonym pysku i bocznie spłaszczonym ogonie. Kończyny są stosunkowo krótkie. Przednie łapy kończą się pięcioma palcami o niewielkiej bądź niewystępującej w ogóle błonie pławnej. Tylne łapy kończą się czterema palcami spiętymi błoną pławną, piąty jest szczątkowy. Szkielet jest dość typowy dla czworonogów, choć czaszka, miednica i żebra uległy specjalizacji. W szczególności wyrostki haczykowate żeber pozwalają klatce piersiowej zapadać się podczas nurkowania, a dzięki specyficznej budowie miednicy zwierzęta mogą magazynować dużo pokarmu w układzie pokarmowym bądź powietrza w płucach. Obie płcie mają stek, pojedynczą komorę z ujściem u podstawy ogona, do której uchodzi jelito, układ moczowy i rozrodczy. U samca znajduje się tam prącie, u samicy zaś łechtaczka. Jądra bądź jajniki leżą w pobliżu nerek.

### Układ nerwowy
Mózg krokodyla nie odbiega w znaczący sposób wielkością od typowego gadziego mózgu, osiągającego dziesiątą część wielkości mózgu ptaka czy ssaka podobnych rozmiarów. U dużych krokodyli mózg zajmuje do 60% objętości puszki mózgowej. Jednakże krokodyle wykazują skomplikowane jak na gady zachowania, w tym związane z terytorializmem, hierarchią, współpracą międzyosobniczą, zalotami i opieką nad potomstwem. Zawdzięczać to muszą rozwiniętemu układowi nerwowemu, który umożliwia krokodylom naukę wydajniejszą, niż w przypadku innych gadów.
Mózg powstaje podczas rozwoju zarodkowego z przedniej części cewy nerwowej, gdzie rozwijają się 3 pęcherzyki. Formują one kresomózgowie, śródmózgowie i móżdżek. Z pozostałej części cewy nerwowej powstaje rdzeń kręgowy. W obrębie kresomózgowia wyróżnia się 3 główne obszary: przyśrodkowy, boczny i grzbietowy. Pod zwględem histologicznym korę budują 3 warstwy; główną warstwę komórek otaczają wewnętrzna i zewnętrzna warstwa zwojowata.
Oczy, uszy i nozdrza krokodyli leżą na czubku głowy. Pozwala to zwierzętom czatować na zdobycz z większą częścią ciała zanurzoną w wodzie. W jasnym świetle źrenica zwęża się do wąskiej szpary. W ciemności przyjmuje kształt okrągły. Jest to typowe dla zwierząt polujących w nocy. Występuje także błona odblaskowa, wspomagająca widzenie w słabym świetle. O ile wzrok jest naprawdę dobry w powietrzu, to w wodzie jest znacznie słabszy. Błona bębenkowa jest chroniona przez klapkę otwieraną bądź zamykaną przez mięśnie.
Uszy wykazują adaptacje do słyszenia zarówno na powierzchni, jak i w wodzie. Granice słyszalności obejmują szeroki zakres, czułość porównywalna jest ze spotykaną u większości ptaków czy wielu ssaków. Krokodyle wydają się dysponować dobrze rozwiniętym zmysłem węchu. Również dobrze rozwinięty nerw trójdzielny pozwala im na odbiór wibracji wody, które mogą być wywoływane przez potencjalne ofiary. Gdy zwierzę jest całkowicie zanurzone w wodzie, migotka zakrywa oczy. Dodatkowo gruczoły migotki wydzielają słony lubrykant oczyszczający oczy. Gdy przedstawiciel Crocodilia przebywa poza środowiskiem wodnym, substancja ta widoczna jest jako „krokodyle łzy”. Język nie porusza się luźno, utrzymuje go w miejscu fałdowana błona. Fałdy głosowe spotykane u ssaków nie występują, podobnie jak ptasia syrinx. Pomimo tego Crocodilia są zdolne do wydawania dźwięków, które powstają poprzez wibrację trzech klapek krtani.

### Poruszanie się
Wszyscy przedstawiciele tego rzędu są świetnymi pływakami. Podczas przemieszczania się w wodzie umięśniony ogon faluje z boku na bok, odpychając zwierzę od wody, podczas gdy kończyny leżą blisko ciała, by zredukować opór hydrodynamiczny. Chcąc się zatrzymać, zauropsyd manewruje w innym kierunku, rozstawiając kończyny. Krokodyle zwykle poruszają się wolno na powierzchni bądź pod wodą, wykonując łagodne, wijące ruchy ogonem, ale gonione bądź łapiące zdobycz potrafią szybko pędzić. Na lądzie poruszają się mniej sprawnie niż w wodzie. Wyróżniają się wśród kręgowców tym, że stosują dwa rodzaje chodu: chód wysoki i niski. Ich kończyny w stawach skokowych zginają się w sposób odmienny, niż u innych gadów, cecha ta występowała również u pewnych wczesnych archozaurów. Jedna z kości wspomnianego stawu, kość skokowa, rusza się wraz z piszczelą i strzałką. Natomiast kość piętowa stanowi funkcjonalnie część stopy: leży na niej panewka, w którą wchodzi wypukłość kości skokowej. W efekcie w trakcie przemieszczania się na lądzie kończyna może zginać się prawie pionowo pod ciałem, a stopa może dokonać obrotu.

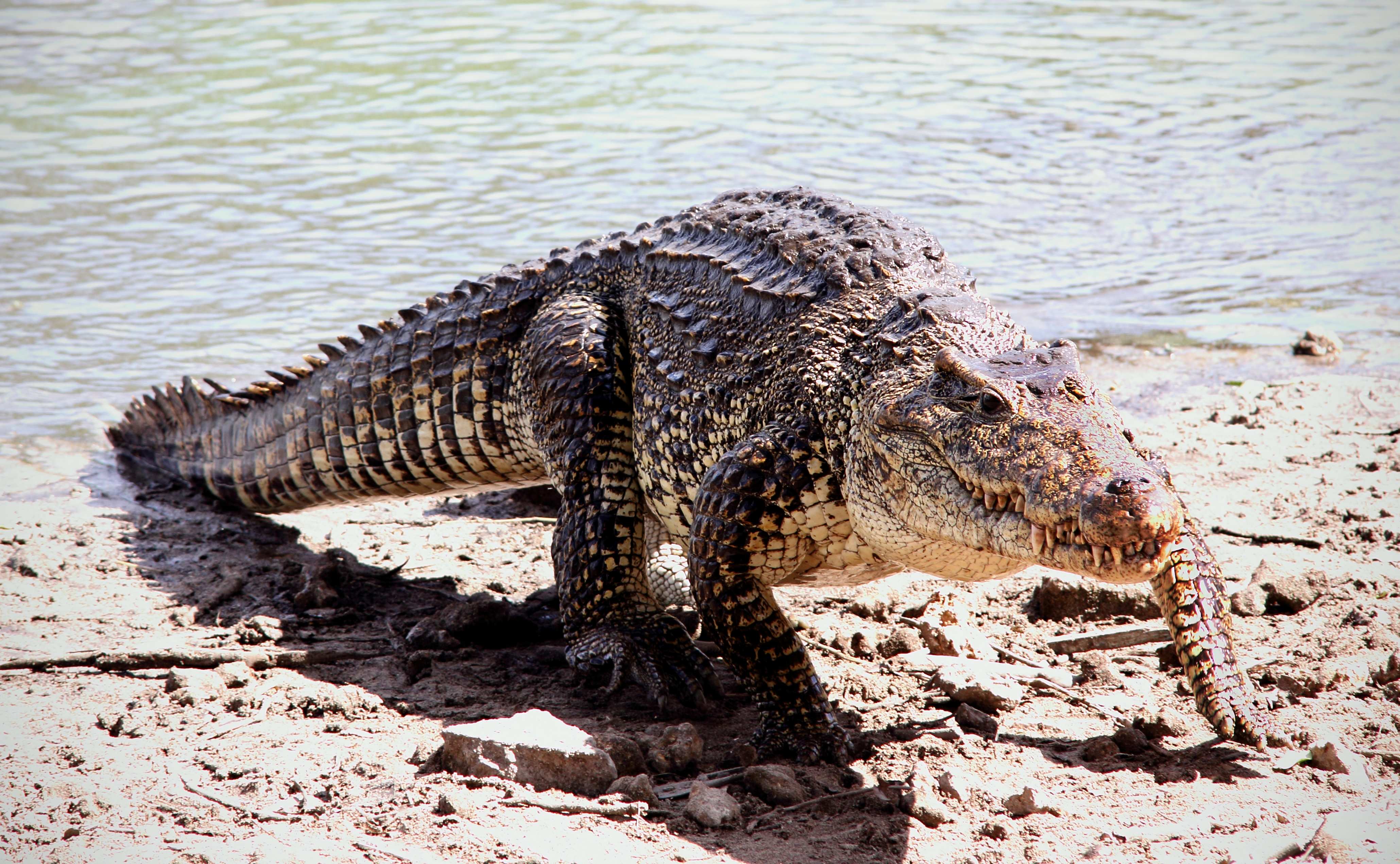
Krokodyl kubański zdolny jest do wysokiego chodu, w trakcie którego kończyny ustawione są prawie pionowo, czego nie obserwuje się u innych gadów

W trakcie wysokiego chodu brzuch i większa część ogona uniesione są ponad poziom gruntu. Wyróżnia to krokodyle spośród współczesnych gadów. Ten sposób lokomocji przypomina nieco chód ssaków. Łączy je taka sama sekwencja ruchów kończyn: lewa przednia, prawa tylna, prawa przednia, lewa tylna. Niski chód przypomina wysoki, ale ciało nie podnosi się. Nie przypomina to zupełnie pełzania salamandry czy jaszczurki. Przedstawiciele rzędu potrafią też momentalnie przejść z jednego typu chodu na drugi. Zazwyczaj jednak na lądzie wykorzystują chód wysoki. Zwierzę może podnieść swe ciało i natychmiast zacząć wysoki chód, może też przejść najpierw kilka kroków chodem niskim, a dopiero potem przerzucić się na wysoki. W przeciwieństwie do większości lądowych kręgowców krokodyle, przyspieszając, zwiększają prędkość, z jaką dolna część kończyn (zamiast całej kończyny) porusza się do przodu. Oznacza to zwiększenie długości kroku przy skróceniu czasu trwania kroku
Krokodyle zdolne są do krótkotrwałych znacznych przyspieszeń w trakcie poruszania się na lądzie. Niektóre umieją biegać z prędkością 12–14 km/h na krótkich dystansach. Szybki powrót do wody z błotnistego brzegu może się odbyć poprzez skok, obrót ciała i rozłożenie kończyn. U pewnych małych gatunków, jak krokodyl australijski, bieg może się przeistoczyć w pełen podskoków galop. W takim przypadku tylne kończyny popychają ciało do przodu, którego ciężar spoczywa następnie na przednich kończynach. Dalej tylne łapy wyciągają się do przodu z grzbietowo-brzusznym wygięciem kręgosłupa, po czym sekwencja ruchów się powtarza. Na lądzie przemieszczając się krokodyl może trzymać tylną część ciała wraz z ogonem prosto, jako że łuski przymocowane są do żeber za pomocą mięśni. Zarówno w wodzie, jak i na lądzie krokodyle potrafią skakać, wybijając się w powietrze przy pomocy ogona i tylnych kończyn.

### Jama gębowa

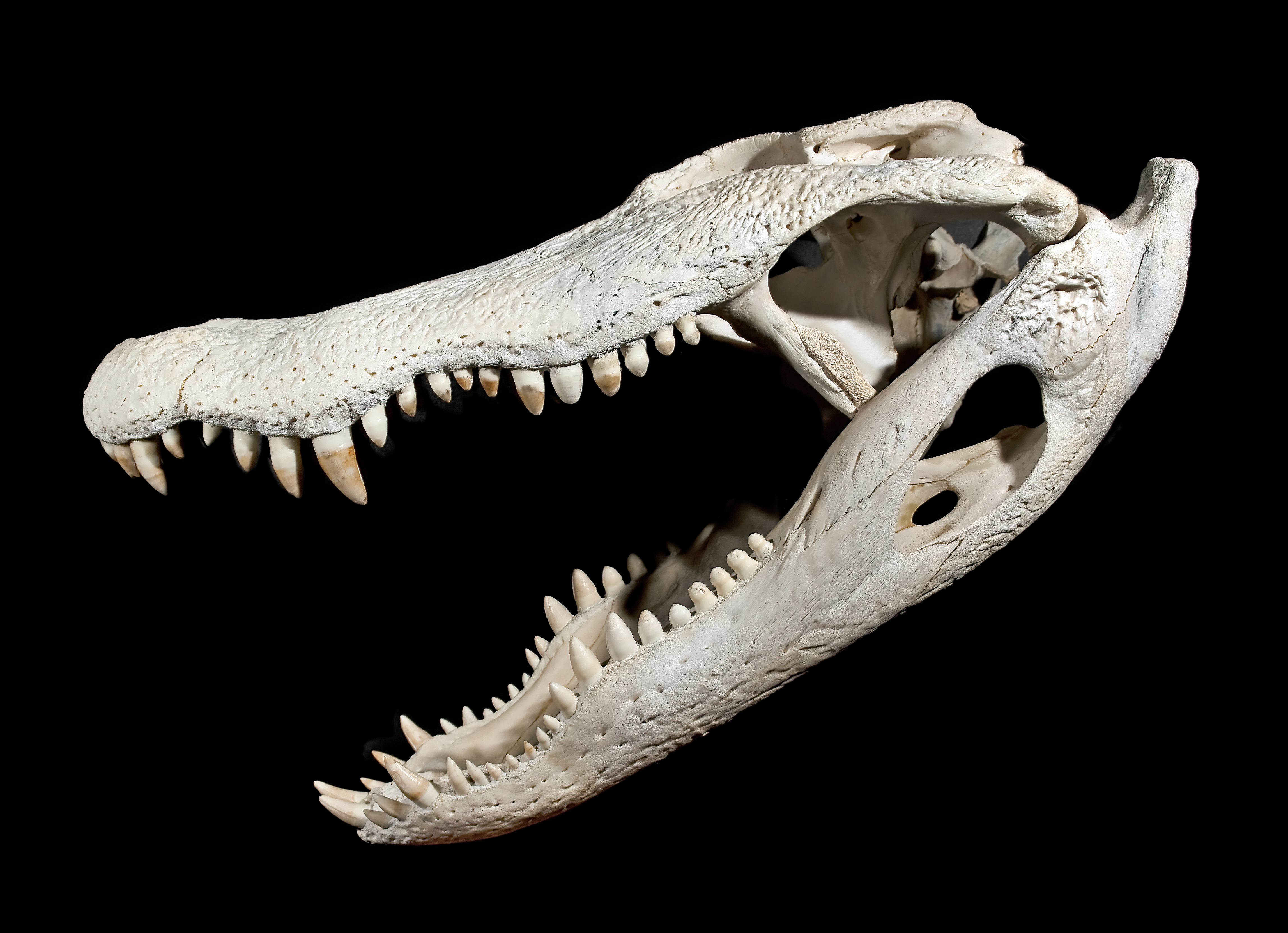
Czaszka aligatora missisipskiego

Poszczególne gatunki różnią się kształtem pyska. U krokodylowatych może on być zarówno wąski, jak i szeroki. U aligatorów lub kajmanów występują tylko szerokie pyski, u gawiali są one natomiast niezwykle wydłużone. Mięśnie zamykające pysk znacznie przewyższają siłą i masywnością te otwierające paszczę. Szczęka i żuchwa krokodyla mogą więc zostać z łatwością utrzymane zamknięte przez człowieka. Z drugiej strony niezwykle trudno je otworzyć. Silne mięśnie zamykające pysk mają swe przyczepy u podstawy czaszki, co pozwala górnej części głowy zachować płaski profil. W ruchach żuchwy bierze udział staw szczytowo-potyliczny, co pozwala zwierzęciu otwierać paszczę szczególnie szeroko. Krokodyle dysponują jedną z największych sił zgryzu w królestwie zwierząt. Siłę zgryzu aligatora amerykańskiego ocenia się na 9450 N, krokodyla różańcowego na 16000 N, a wymarłego deinozucha nawet na 100000 N – więcej niż u dinozaurów z grupy teropodów, takich jak tyranozaur. Nie stwierdzono korelacji pomiędzy siłą zgryzu i kształtem pyska. Niemniej bardzo wąski pysk gawiala jest względnie słabszy, jego budowa umożliwia mu raczej szybkie zamknięcie szczęki i żuchwy. Ze względu na nierówne krawędzie szczęk i brak warg krokodyle nie mogą szczelnie zamknąć pyska, przez co blokowanie dopływu wody do płuc musi mieć miejsce głębiej, z udziałem podniebienia wtórnego.
Zęby krokodyli różnią się, u niektórych gatunków występują zęby tępo zakończone, u innych ostre, igłowate. Gatunki szerokopyskie cechują się zębami różniącymi się wielkością, u krokodyli o smukłym pysku są one bardziej jednorodne. Zęby krokodylowatych i gawialowatych zdają się być łatwiej dostrzegalne, niż u aligatorów czy kajmanów, kiedy pysk jest zamknięty. Uzębienie jest polifiodontyczne, każdy ze średnio 80 zębów zastępowany jest nowym do 50 razy podczas trwającego 35–75 lat życia zwierzęcia. Jako jedyne prócz ssaków kręgowce posiadają zębodoły. Po każdym w pełni wyrośniętym zębie następuje mały ząb zastępujący swego poprzednika. Odontoheniczne komórki macierzyste w płytce zębowej czekają w gotowości, by w razie potrzeby ulec aktywacji. Tempo zastępowania zębów zmniejsza się znacznie, a nawet ostatecznie zatrzymuje u starszych osobników.

### Skóra i łuski

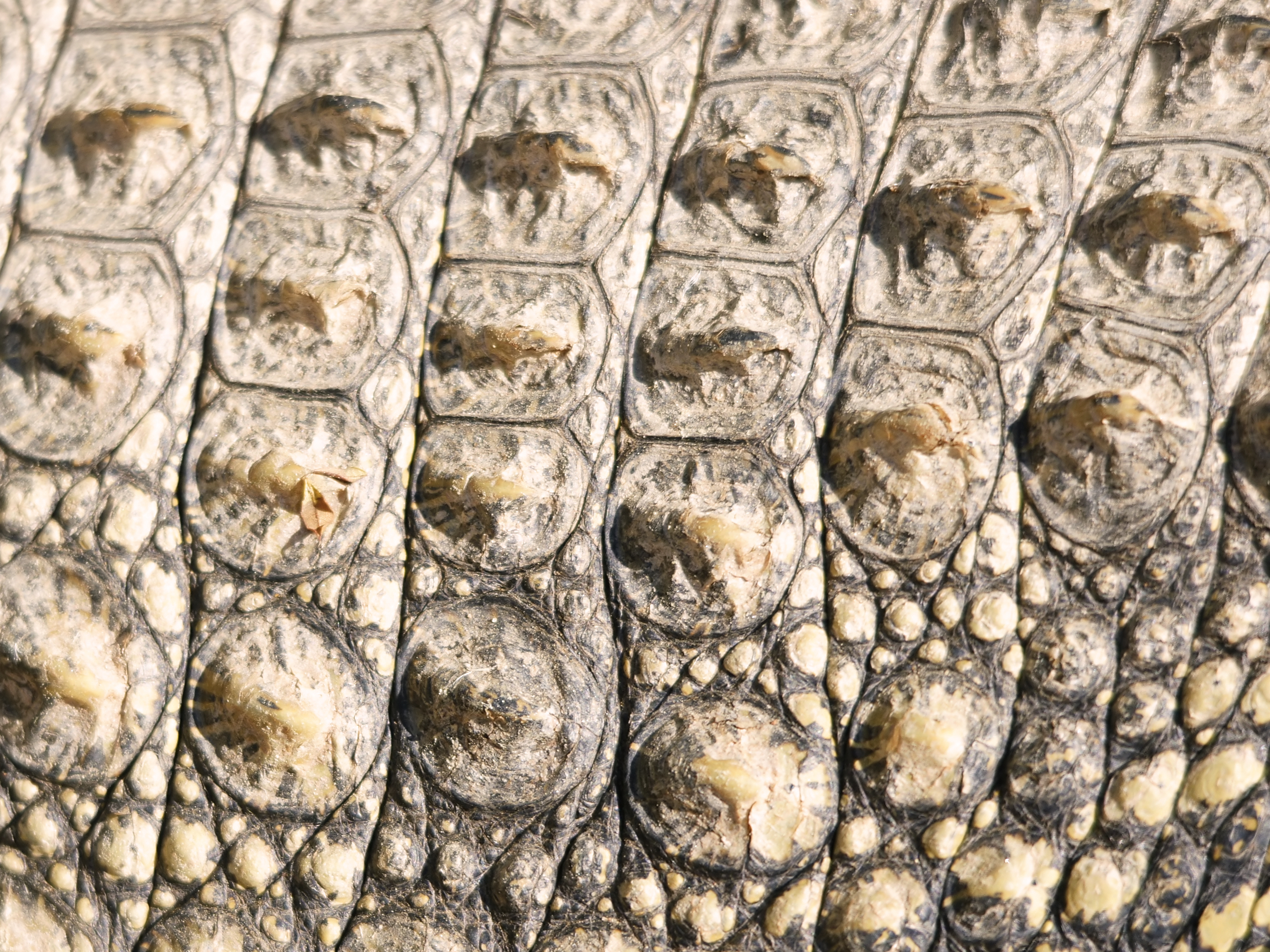
Skóra młodego krokodyla nilowego

Ciało krokodyla pokrywa gruba i zrogowaciała  skóra, tworząca niezachodzące na siebie łuski, układające się w regularne rzędy i wzory. Tworzą się one w ciągłym procesie podziałów komórkowych w leżącej niżej warstwie rozrodczej naskórka. Wierzchnia warstwa natomiast złuszcza się okresowo. Zewnętrzna warstwa łuski zbudowana jest ze względnie sztywnej β-keratyny, podczas gdy umocowana jest na warstwie z bardziej giętkiej α-keratyny.
Wiele tarczek wzmacniają płytki kostne zwane osteodermami, tych samych wielkości i kształtu, co powierzchowne, rosnące ponad nimi łuski. Najliczniej występują na plecach i szyi zwierzęcia. Mogą tworzyć coś w rodzaju chroniącej je zbroi. Często mają wydatne, guzkowate krawędzie i pokrywa je twarda β-keratyna. Większość skóry na głowie jest przytwierdzona do czaszki. Skóra na szyi i bokach jest luźna, na brzuchu zaś i spodniej stronie ogona obejmuje duże, płaskie tarczki ułożone w równe rzędy. Tarczki zawierają naczynia krwionośne i biorą udział w pochłanianiu bądź wypromieniowywaniu ciepła, co ma znaczenie dla termoregulacji zwierzęcia. Niektóre tarczki zawierają pojedynczy otwór zwany integumentary sense organ („powłokowy narząd czuciowy”). U krokodylowatych i gawialowatych występuje on na dużych obszarach ciała, podczas gdy u aligatorów bądź kajmanów spotyka się go jedynie na głowie. Jego funkcji jeszcze w pełni nie wyjaśniono, choć zasugerowano, że może chodzić o narząd mechanosensoryczny. Przypuszcza się również, że może on produkować oleistą wydzielinę zapobiegającą oblepianiu skóry przez błoto. Wydatne parzyste gruczoły leżą w bocznych ścianach kloaki. Sugerowano dla tych gruczołów różne funkcje. Mogą grać rolę w komunikacji, jako że istnieją pośrednie dowody na wydzielanie przez nie feromonów wykorzystywanych w zalotach czy gniazdowaniu. Gruba skóra może wytrzymać ataki innych osobników tego samego gatunku, a układ immunologiczny działa wystarczająco efektywnie, by rany goiły się w ciągu kilku dni.

### Układ krążenia
U krokodyli występuje być może najbardziej skomplikowany wśród kręgowców układ krążenia. Serce dzieli się na cztery jamy (w tym dwie komory) – jest to cecha niezwykła u współczesnych zwierząt określanych mianem „gadów”. Jednak pomimo że komora serca jest podzielona całkowitą przegrodą na dwie części, to krew tętnicza miesza się częściowo z krwią żylną. Zachodzi to w miejscu połączenia łuków aorty w aortę grzbietową oraz w miejscu połączenia prawego i lewego łuku aorty (czyli u podstawy tych łuków), gdzie znajduje się tzw. otworek Panizzy.
Obecne są aorta lewa i prawa, połączone wspomnianym otworkiem Panizzy. Jak ptaki czy ssaki, krokodyle mają zastawki serca pozwalające na przepływ krwi w jednym kierunku przez jamy serca. Cechują się również unikatowymi zastawkami przywodzącymi na myśl koło zębate, które, zazębiając się, kierują krew do aorty lewej i dalej od płuc, a następnie w tył, obwodowo. System taki może pozwalać zwierzęciu pozostawać zanurzonym w wodzie przez dłuższy okres, jednakże takie wyjaśnienie zakwestionowano. Inne możliwe przyczyny takiego wyjątkowego układu krążenia obejmują udział w termoregulacji, zapobieganie obrzękowi płuc lub szybszą kompensację kwasicy metabolicznej. Zatrzymanie w ciele dwutlenku węgla pozwala na zwiększenie wydzielania kwasu w żołądku, polepszając wydajność trawienia, inne narządy jamy brzusznej, jak trzustka, śledziona, jelito cienkie czy wątroba, również pracują wtedy wydajniej.
Podczas zanurzenia tempo pracy serca obniża się do jednego bądź dwóch uderzeń na minutę. Przepływ krwi przez mięśnie ulega redukcji. Gdy zwierzę wynurza się i bierze wdech, czynność jego serca w ciągu sekund ulega przyspieszeniu, a mięśnie otrzymują świeżo utlenowaną krew. W przeciwieństwie do ssaków morskich krokodyle dysponują niewielką ilością mioglobiny, magazynującej tlen w mięśniach. Podczas nurkowania mięśnie otrzymują tlen, kiedy wzrastające stężenie wodorowęglanów wpływa na uwalnianie tlenu z oksyhemoglobiny.

### Układ oddechowy
U krokodyli, tak jak u ssaków, jama ciała jest rozdzielona na jamę brzuszną i jamę klatki piersiowej; o ile jednak u ssaków te dwie jamy są rozdzielone przez przeponę, o tyle u krokodyli rozdziela je przymocowana do wątroby przegroda z tkanki łącznej.
Struktura płuc jest gąbczasta. Przeprowadzone na aligatorach missisipskich badania Colleen G. Farmer i Kenta Sandersa (2010) wykazały, że u krokodyli występuje jednokierunkowy przepływ powietrza w płucach, tzn. zarówno przy wdechu, jak i przy wydechu powietrze płynie przez oskrzela trzeciego rzędu (parabronchi) w tym samym kierunku. Wcześniej zakładano, że jednokierunkowy przepływ powietrza w płucach występuje wyłącznie u ptaków i sugerowano, że nie mógłby on współistnieć z mechanizmem tłoczni wątrobowej; okazało się jednak, że ich współistnienie jest możliwe, a także, że dla uzyskania jednokierunkowego przepływu powietrza nie jest konieczna obecność worków powietrznych (występujących u ptaków, ale nie występujących u krokodyli). Występowanie jednokierunkowego przepływu powietrza w płucach ptaków i krokodyli sugeruje, że mógł on występować już u ostatniego wspólnego przodka tych dwóch grup, a także u wymarłych archozaurów takich jak rauizuchy, aetozaury, pterozaury czy nieptasie dinozaury. Późniejsze badania Sandersa i Farmer nad młodymi aligatorami amerykańskimi wykazały, że ich płuca budową bardzo przypominają płuca zarodków ptaków. U aligatorów występują oskrzela, które zdaniem autorów prawdopodobnie są homologiczne z występującymi u ptaków oskrzelami brzusznymi (ventrobronchi), bocznymi (laterobronchi) i grzbietowymi (dorsobronchi); u aligatorów występują też struktury, które mogą być homologiczne z ptasimi workami powietrznymi.
U krokodyli w jamie brzusznej występuje rozwinięty mięsień – musculus diaphragmaticus – przyczepiony z jednej strony do wątroby, a z drugiej – do kości miednicy; mięsień ten nie jest homologiczny z przeponą ssaków. Płuca Crocodilia połączone są z wątrobą i miednicą poprzez tenże mięsień. M. diaphragmaticus umożliwia działanie występującego u krokodyli mechanizmu wentylacji płuc określanego mianem „tłoczni wątrobowej” (hepatic piston). Przy wdechu mięsień ten kurczy się, powodując przesunięcie wątroby wzdłuż kręgosłupa ku miednicy, zaś zmiana pozycji wątroby powoduje rozszerzenie płuc i zmniejszenie ciśnienia w płucach umożliwiające wdech. Mięśnie międzyżebrowe zewnętrzne pociągają żebra, pozwalając zwierzęciu nabrać więcej powietrza, podczas gdy mięsień ischiopubis przesuwa biodra w dół i brzuch na zewnątrz. Mechanizm „tłoczni wątrobowej” u krokodyli jest dodatkowo wspierany przez ruchomą kość łonową i mięśnie miednicy – M. ischiopubis (mięsień kulszowo-łonowy) i M. ischiotruncus, które kurcząc się przy wdechu obracają kość łonową, zwiększając tym samym pojemność tylnej części jamy brzusznej. Przy wydechu mięśnie międzyżebrowe wewnętrzne pociągają żebra do wewnątrz, mięsień prosty brzucha przemieszcza biodra i wątrobę do przodu, a brzuch do wewnątrz. Krokodyle mogą też użyć swych mięśni do poprawienia pozycji płuc, kontrolując w ten sposób swą wyporność. Zwierzę zanurza się, gdy płuca przesuwają się ogonowo, a wynurza, gdy wracają w kierunku głowy. Pozwala to zauropsydowi przemieszczać się w wodzie bez powodowania zaburzeń mogących ostrzec potencjalną zdobycz. Co więcej, zwierzęta potrafią się kręcić bądź zawracać, przemieszczając swe płuca w kierunku bocznym. Pływanie i nurkowanie krokodyli zdaje się zależeć od objętości płuc bardziej poprzez mechanizm związany z wypornością, niż z magazynowaniem tlenu Przed zanurzeniem się gad robi wydech, by zmniejszyć objętość swych płuc i obniżyć swą wyporność. Nozdrza zewnętrzne znajdują się na przednim krańcu czaszki, na wzgórku kostnym. Skierowane są one ku górze, a otwierają do długiej jamy nosowej zakończonej nozdrzami wewnętrznymi. Te otwierają się do gardzieli bezpośrednio nad krtanią. Pod wodą nozdrza zwierzęcia są szczelnie zamknięte. Wszystkie gatunki mają zastawkę podniebienną, błoniasty płat skóry na tyle jamy gębowej zapobiegający dostaniu się wody do gardła, przełyku i tchawicy. Umożliwia to krokodylowi otwieranie paszczy pod wodą bez zagrożenia utonięciem. Krtań i nozdrza wewnętrzne nie stykają się jedynie podczas połykania i wtedy pysk musi znajdować się nad wodą. Takie podniebienie wtórne jest unikatowe dla krokodyli, a podobne rozwiązanie występuje u ssaków. Crocodilia zazwyczaj przebywają pod wodą do piętnastu minut, ale niektóre potrafią wstrzymać oddech na czas dwóch godzin w idealnych ku temu warunkach. Maksymalna osiągana podczas nurkowania głębokość jest nieznana, aczkolwiek wynosi przynajmniej 20 m.

### Układ pokarmowy
Zęby krokodyli są przystosowane do chwytania i przytrzymywania zdobyczy, którą następnie gad połyka, nie żując. Przewód pokarmowy jest względnie krótki, jako że mięso jest łatwe do strawienia. Żołądek dzieli się na dwie części: żołądek mięśniowy (gizzard) miażdży pokarm, a żołądek gruczołowy wydziela rozkładające go enzymy trawienne. Zawartość żołądka jest bardziej kwaśna niż u wielu innych kręgowców. Zawiera też wypukłości dla gastrolitów, odgrywających rolę w mechanicznej obróbce pokarmu. Trawienie przebiega szybciej w wyższej temperaturze. Duża ilość kwasu solnego jest krokodylom potrzebna do zabijania drobnoustrojów, rozwijających się na padlinie, którą spożywają, i rozpuszczania kości. Krokodyle cechują się wolnym metabolizmem, wobec czego mają też niskie zapotrzebowanie na energię. Pozwala im to przetrwać wiele miesięcy po jednym dużym posiłku, który trawią powoli. Potrafią przetrwać przeciągający się głód, pomiędzy posiłkami korzystając ze zgromadzonego tłuszczu. Nawet niedawno wylęgnięte młode mogą przetrwać 58 dni bez jedzenia, tracąc w tym czasie 23% masy ciała. Osobnik dorosły potrzebuje 10-15 razy mniej pożywienia niż lew o takiej samej masie; potrafi przeżyć rok bez jedzenia. Aligatory w temperaturze 28 °C zużywają 3% tlenu potrzebnego stałocieplnemu człowiekowi o podobnej masie.

### Termoregulacja

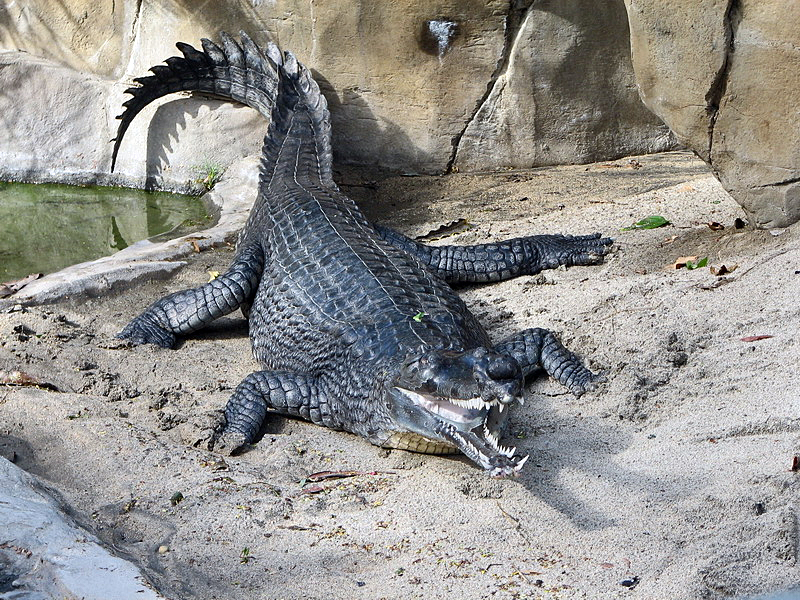
Gawial gangesowy wygrzewający się w niewoli

Krokodyle są zmiennocieplne. Wytwarzają względnie niewielką ilość ciepła wewnętrznego, a polegają na zewnętrznych jego źródłach, by podnieść temperaturę ciała. U aligatorów mięśnie w stanie spoczynku zużywają 65 razy mniej tlenu niż u człowieka. Pracujące mięśnie aligatora zużywają go trzydziestokrotnie więcej, ok. dwukrotnie mniej niż u człowieka w spoczynku, a 1930 razy mniej niż pracujące mięśnie człowieka i 155 tysięcy razy mniej niż pracujące mięśnie ryjówek. Krokodyle regulują temperaturę ciała przez odpowiednie zachowanie. Aby zwiększyć temperaturę ciała, wygrzewają się na słońcu na lądzie. Czas wygrzewania się ulega przedłużeniu zimą, a skróceniu latem. W tropikach główny problem stanowi natomiast unikanie przegrzania. Zwierzę wygrzewa się rankiem krótko, a następnie chowa się w cieniu, pozostając w nim na resztę dnia, bądź też zanurza się w wodzie. Trzymanie paszczy otwartej pomaga w chłodzeniu się przez parowanie z jamy ustnej. Dzięki powyższym sposobom krokodyle zazwyczaj utrzymują temperaturę swego ciała w zakresie pomiędzy 30 a 33 °C.
Zasięg występowania aligatora missisipskiego i chińskiego rozciąga się na rejony, na których zimą niekiedy zapada mróz. Ponieważ są zmiennocieplne, wewnętrzna temperatura ciała krokodyli spada wraz z obniżeniem się temperatury zewnętrznej, w rezultacie zwierzęta stają się ospałe. Bardziej aktywnie mogą zachowywać się podczas ciepłych dni, ale zazwyczaj przez całą zimę nic nie jedzą. Mroźną zimą pozostają w zanurzeniu z ogonem w głębszej, mniej chłodnej wodzie, z nozdrzami wystającymi nad powierzchnię. Jeśli na powierzchni zbiornika wodnego tworzy się lód, utrzymują niezlodzone dziury, przez które oddychają. Zdarzało się, że pyski przymarzały im do lodu. Czujniki temperatury implantowane zimującym aligatorom amerykańskim pokazały, że wewnętrzna temperatura ich ciał obniża się do około 5 °C, jednak tak długo, jak są w stanie zaczerpnąć powietrza, ochłodzenie to nie powoduje negatywnych skutków dla ich zdrowia.

### Wydalanie i osmoregulacja

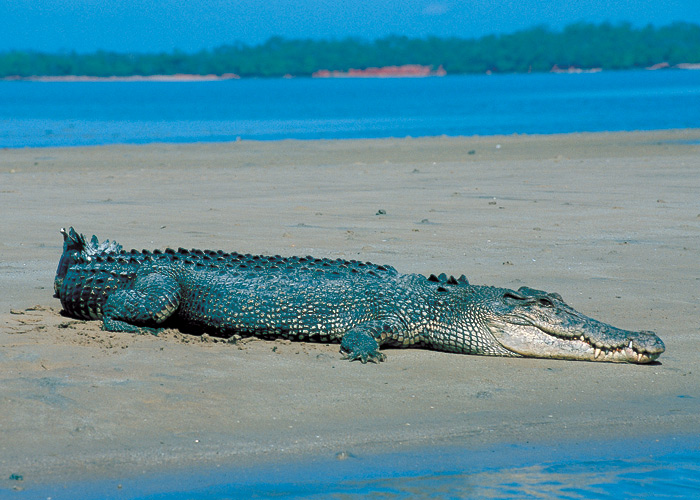
Krokodyl różańcowy wypoczywa na plaży

Narządem wydalniczym są nerki (zanercza). Są parzyste, mają owalny kształt, są położone po grzbietowej stronie ciała, naprzeciwko kloaki, od każdej odchodzi moczowód, który otwiera się niezależnie do kloaki (nie występuje pęcherz moczowy). W wodzie słodkiej osmolalność osocza jest dużo wyższa niż otaczającej ciało cieczy. Zwierzęta są dobrze nawodnione, a rozcieńczony mocz wydzielany jest do kloaki obficie. Azot usuwany jest w postaci wodorowęglanu amonu, utrata sodu jest niewielka i odbywa się w wodzie słodkiej głównie przez skórę. W wodzie morskiej jest na odwrót. Osmolalność osocza krokodyli nie dorównuje osmolalności otaczającej ciało wody, co ma wpływ na organizm odwadniająco. Mocz kloakalny jest znacznie bardziej zagęszczony, biały i nieprzezroczysty. Azotowe produkty przemiany materii usuwane są głównie w postaci nierozpuszczalnego kwasu moczowego. Według innych autorów krokodyle, w odróżnieniu od pozostałych gadów, wydalają w moczu azot głównie w postaci jonów amonowych i mocznika.
Żaden ze współczesnych gatunków krokodyli nie może zostać uznany za gatunek w pełni przystosowany do życia w słonej wodzie. Jednakże krokodyl różańcowy i krokodyl amerykański potrafią wpływać do morza, chociaż ich zwyczajne siedlisko stanowią ujścia rzek, estuaria, namorzyny i słone jeziora. Natomiast pewne gatunki wymarłe zasiedlały morza. Zalicza się doń wymarły niedawno Ikanogavialis papuensis, zamieszkujący w pełni morskie siedlisko linii brzegowych Wysp Salomona. Organizm żywy musi utrzymać stężenie soli w płynach ustrojowych na odpowiednim poziomie, co wiąże się z wymianą pewnych ilości soli ze środowiskiem zewnętrznym. Pobór wody i soli następuje przez śluzówkę jamy ustnej podczas picia wody, incydentalnie podczas pożywiania się, a także wraz z pokarmem. Woda tracona jest z organizmu podczas oddychania, natomiast woda i sole tracone są wraz z moczem i kałem, poprzez skórę oraz przez gruczoły solne języka, które obecne są jedynie u krokodylowatych i gawialowatych. Skóra stanowi w dużym stopniu efektywną barierę dla wody i jonów. Rozwieranie paszczy powoduje utratę wody przez parowanie ze śluzówki. Na lądzie woda tracona jest także poprzez skórę. Świeżo wyklute młode wykazują znacznie mniejszą tolerancję na ekspozycję na słoną wodę, niż starsze osobniki młodociane, być może z uwagi na większy stosunek powierzchni ciała do objętości.
Krokodyle wykazują dużą tolerancję na wahanie odczynu we krwi, co wiązane jest z wydzielaniem dużej ilości kwasu do soku żołądkowego.

### Układ rozrodczy
Samiec dysponuje dwoma jądrami leżącymi w sąsiedztwie nerek. Wielkość gonad zmienia się w zależności od pory roku. Parzysty nasieniowód transportuje z nich nasienie. Samiec posiada narząd kopulacyjny, którym jest niewielkie, sztywne prącie (penis), wyciągane dzięki skurczom mięśni. Na jego powierzchni grzbietowej znajduje się otwarty rowek, przez który przepływa dalej nasienie.
W przypadku samicy gonady (jajniki) również przylegają do nerek. Jajniki uwalniają komórki jajowe, wychwytywane następnie przez jajowody, które procesem różnicowania i specjalizacją przypominają bardziej swe homologi u ptaków, niż u innych gadów (zaliczają się doń też odcinki określane mianem macicy). W ich przednim końcu odbywa się zapłodnienie. Dalszy odcinek jajowodu zaopatruje jajo w białka białka. Przednia część macicy wytwarza błony pergaminowe, dystalna zaś odpowiada za otoczenie jaja skorupką. Jajowody poprzez pochwę uchodzą do kloaki o mięsistych ścianach, do której samiec wprowadza swe prącie. W miejscu samczego prącia samica posiada łechtaczkę, mniejszą od jej męskiego odpowiednika.

## Rozmieszczenie geograficzne i ekologia

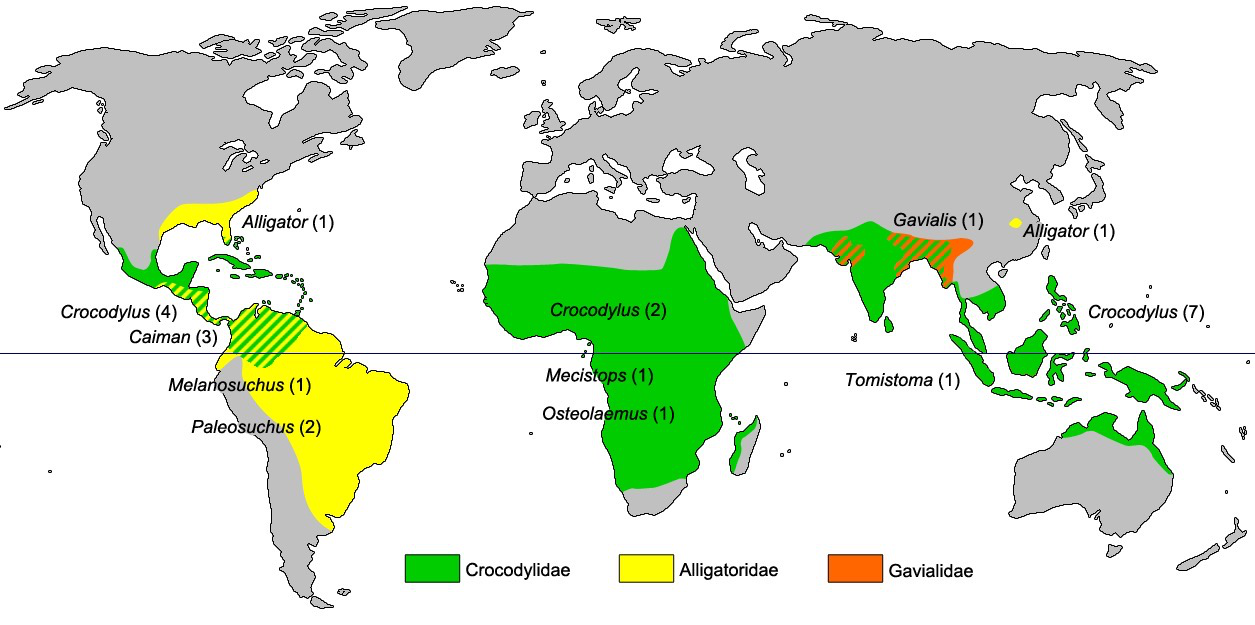
Rozmieszczenie krokodyli z uwzględnieniem systematyki

Przedstawiciele rzędu są gadami ziemnowodnymi: część czasu spędzają w wodzie, a część na lądzie. Zamieszkują głównie tropiki. Wyjątki stanowią aligatory amerykański i chiński, których zasięgi występowania sięgają daleko na północ, aż do południowo-wschodnich USA w przypadku pierwszego z wymienionych gatunków, i rzeki Jangcy w przypadku drugiego. Większość krokodyli zamieszkuje tereny nizinne, nieliczne spotyka się na obszarach położonych na wysokości powyżej 1000 m nad poziomem morza, gdzie temperatura wynosi zazwyczaj o 5 °C mniej, niż na wybrzeżu. Żaden z dzisiejszych ich przedstawicieli nie żyje na stałe w morzu, choć niektóre się weń zapuszczają, a kilka gatunków może tolerować wodę brachiczną estuariów, namorzynów oraz znaczne zasolenie słonych jezior. Krokodyl różańcowy ma obecnie największy ze swego rzędu zasięg występowania, rozciągający się od wschodnich Indii do Nowej Gwinei i północnej Australii. Jego sukces wynika w większości ze zdolności wpływania do morza i kolonizacji nowych miejsc, jednakże bez ograniczania się do środowiska morskiego – przedstawiciele tego gatunku dużo czasu spędzają w estuariach, rzekach i dużych jeziorach.

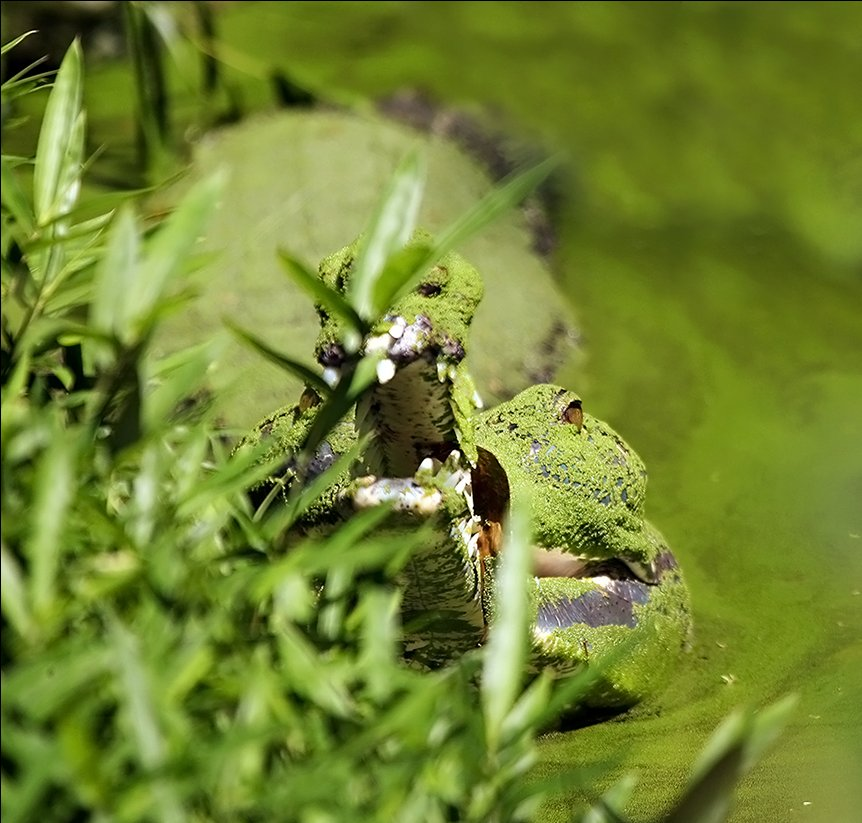
Gawial zakamuflowany wśród roślinności

Różni przedstawiciele krokodylów zamieszkują różne typy siedlisk wodnych. Pewne gatunki wiodą względnie bardziej lądowy tryb życia, preferując bagna, stawy, brzegi jezior, gdzie mogą wygrzewać się na słońcu i gdzie występuje obfitość roślin zapewniająca zróżnicowaną faunę. Inne spędzają więcej czasu w wodzie i zamieszkują dolne biegi rzek, namorzyny i estuaria. Siedlisko to również cechuje się bogatą fauną i zapewnia obfitość pokarmu. Azjatyckie gawiale poszukują ryb, którymi się żywią, w stawach i w plosach bystrych rzek. Południowoamerykański kajman karłowaty zamieszkuje chłodne, szybko płynące strumienie, często blisko wodospadów. Inne kajmany żyją w cieplejszych jeziorach o mętnej wodzie i strumieniach o wolnym nurcie. Krokodylowate zamieszkują głównie rzeki. Aligatora chińskiego spotyka się w wolno płynących rzekach o mętnej wodzie, przepływających przez chińskie równiny zalewowe. Aligator amerykański łatwo się adaptuje. Zasiedla bagna, rzeki i jeziora o wodzie przezroczystej lub mętnej. Czynniki klimatyczne wpływają na lokalne rozmieszczenie krokodyli. Podczas pory suchej kajmany ograniczają swą obecność do głębokich odcinków rzek na kilka miesięcy. W porze deszczowej większą część przypominającej sawannę wenezuelskiej llanos znajduje się pod wodą i kajmany rozprzestrzeniają się szeroko po równinie. Krokodyle w Mauretanii przystosowały się do życia w regionach pustynnych: okres największej suszy spędzają ukryte w jaskiniach lub jamach w stanie estywacji. Gdy pada, gady gromadzą się zagłębieniach z wodą położonych między skałami, zwanych gueltami.

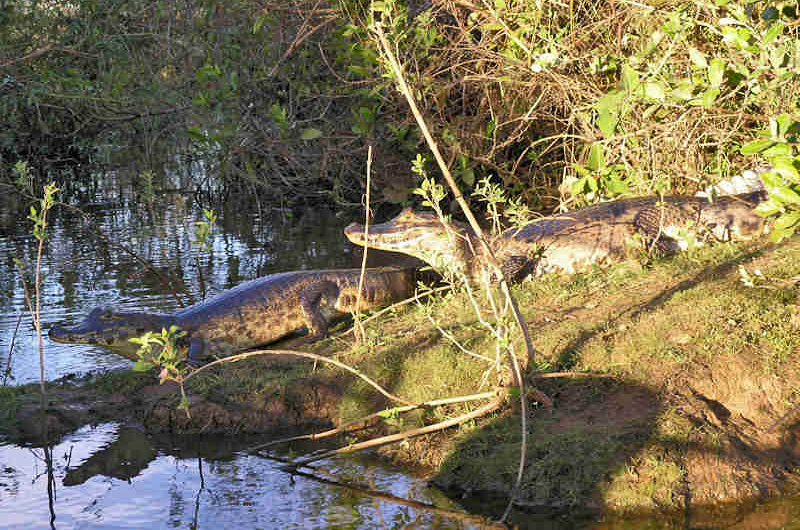
Kajman okularowy na brzegu rzeki

Dla krokodyli ważna jest też dostępność odpowiednich siedlisk lądowych. Wygrzewają się na nich, gniazdują i chowają się przed ekstremalną temperaturą. Przedstawiciele kilku gatunków budują na lądzie płytkie jamy, by się w nich ochłodzić. Tarzanie się w błocie również pomaga uniknąć przegrzania.
Krokodyle zasiedlają zazwyczaj brzegi rzeki czy jeziora porośnięte przez wilgotny las równikowy oraz namorzyny w estuariach. Lasy mają dla krokodyli wielkie znaczenie, tworząc odpowiednie mikrosiedliska, w których zwierzęta te świetnie prosperują. Korzenie drzew wchłaniają wodę podczas deszczów, uwalniając ją powoli z powrotem do środowiska. Gdy las wycinany jest w celu pozyskania terenów pod pola uprawne, rzeka zamula się, woda szybko spływa, a rzeka może w ogóle wyschnąć w porze suchej i spowodować powódź w porze deszczowej. Wylesianie stanowi dla krokodyli prawdopodobnie zagrożenie większe niż polowania.
Jako bardzo skuteczne drapieżniki krokodyle znajdują się na szczycie łańcucha pokarmowego swych wodnych środowisk. Kopce gniazd pewnych gatunków tych kręgowców wykorzystywane są przez inne zwierzęta dla własnych celów. Kopce aligatora amerykańskiego wykorzystują żółwie i węże, zarówno do wygrzewania się na słońcu, jak i do składania w nim swych jaj. Żółw Pseudemys nelsoni wyspecjalizował się w tym, a kopce aligatora zawierać mogą kilka lęgów jaj żółwia rozwijających się obok jaj twórcy kopca. Aligatory mogą modyfikować środowisko mokradeł na równinach, np. w Everglades tworzą one niewielkie stawy, zwane w języku angielskim „alligator holes” („dziury aligatorów”). Powstają dzięki temu bardziej bądź mniej wilgotne siedliska dla innych organizmów, jak rośliny, bezkręgowce, ryby, płazy, gady i ssaki. W depresjach wapiennych bagien cypryśnika zagłębienia te są większe i głębsze. Na marglowych preriach są zazwyczaj mniejsze i płytsze, podczas gdy w depresjach torfowych grzbietów i trzęsawisk są bardziej zróżnicowane. Zagłębienia stworzone przez człowieka nie wydają się wywierać tak dużego efektu na różnorodność biologiczną. W Amazonii, gdy kajmany znalazły się na krawędzi zagłady z powodu nadmiernych polowań około połowy XX wieku, ilość lokalnie występujących ryb, jak arapaima (Arapaima gigas), także zmalała. Tamtejsze wody są ubogie w składniki odżywcze wody, a mocz i kał kajmanów dostarczały niezbędnych dla roślin składników mineralnych, stymulując tym samym produkcję pierwotną. Dlatego też obecność krokodyli miała pozytywny wpływ na zasoby rybne.

## Zachowanie
Dorosłe krokodyle wiodą zazwyczaj terytorialny, samotniczy tryb życia. Osobniki mogą bronić miejsc, w których wygrzewają się na słońcu, gniazdują, żywią się, zajmują młodymi i zimują. Samiec krokodyla różańcowego zajmuje całoroczne terytorium, które obejmuje kilka miejsc gniazdowania samic. Pewne gatunki okazjonalnie gromadzą się w grupy, zwłaszcza podczas suszy, gdy różne osobniki zbierają się razem w niewyschniętych zbiornikach wodnych. Przedstawiciele niektórych gatunków mogą w różnych porach dnia dzielić miejsca wygrzewania się na słońcu. Cztery gatunki krokodyli znane są z tego, że w miejscach, gdzie linia brzegowa jest niekorzystnie ukształtowana, mogą wspinać się na drzewa, aby się wygrzewać na słońcu.

### Pożywienie

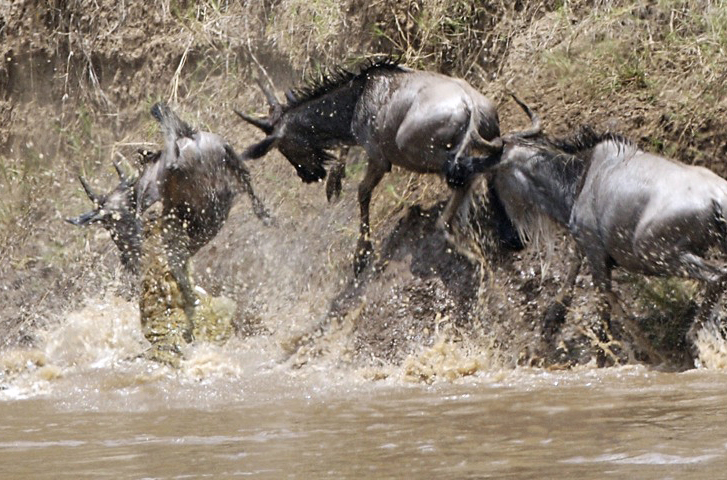
Krokodyl nilowy polujący na migrujące gnu na rzece Mara

Krokodyle są w większości mięsożercami. Świeżo wyklute krokodyle żywią się bezkręgowcami – głównie owadami i pająkami, po czym przestawiają się na polowanie na płazy i wreszcie ryby. Dieta dorosłych osobników różnych gatunków zależy od tego, jaki jest kształt ich pyska i ostrość zębów. Gatunki o ostrych zębach i długich, smukłych szczękach, jak gawial gangesowy czy krokodyl australijski, wyspecjalizowały się w polowaniu na ryby, owady i skorupiaki. Natomiast krokodyle o szerokim pysku i tępych zębach, jak aligator chiński i kajman szerokopyski, odżywiają się głównie mięczakami, które mogą mieć twardą muszlę. Gatunki, które paszcze i zęby wykazują cechy pośrednie pomiędzy wymienionymi uprzednio formami, takie jak krokodyl różańcowy czy aligator amerykański, są oportunistami pokarmowymi i żywią się bezkręgowcami, rybami, płazami, innymi gadami, ptakami i ssakami.
Na ogół krokodyle polują na ofiary podkradając się do nich i z zasadzki, jednak strategie polowania różnią się w zależności od gatunku polującego i ofiary. Zwierzęta lądowe drapieżnik wypatruje, czatując na granicy środowisk lądowego i wodnego, by chwycić i zaciągnąć zdobycz pod wodę. Gawiale i inni rybożercy uderzają paszczą na boki, by chwycić zdobycz, potrafią nawet wyskoczyć z wody, by złapać ptaka, nietoperza czy skaczącą rybę. Małe kręgowce są uśmiercane przez przerwanie rdzenia kręgowego, do którego dochodzi, gdy drapieżnik gwałtownie potrząsa trzymaną w paszczy ofiarą. Kajmany wykorzystują swe ogony i tułowia do zaganiania ryb na płytsze wody. Mogą też drążyć w poszukiwaniu zamieszkujących dno zbiornika wodnego bezkręgowców. Kajman Schneidera poluje także na lądzie. Niektóre gatunki ptaków preferują gniazdowanie na roślinach rosnących przy zbiornikach wodnych zasiedlanych przez krokodyle, także na krokodylich farmach, gdzie czuły się bezpieczne. Przedstawiciele niektórych gatunków krokodyli (krokodyl błotny, aligator amerykański) polują na ptaki z wykorzystaniem przynęt w postaci patyków. Obserwowano duże osobniki aligatorów, które pozostawały nieruchome na powierzchni wody lub przy brzegu z patykami umieszczonymi na górnej części pyska, czatując na zbierające patyki ptaki. Badacze uważają, że ta strategia polowania, unikatowa wśród gadów, świadczy o dużej plastyczności fenotypowej tych archozaurów, ponieważ obserwowane osobniki stosowały ją jedynie w pobliżu lęgowisk ptaków brodzących i w okresie, kiedy ptaki te poszukują materiału do budowy gniazd. Krokodyl nilowy znany jest ze współpracy podczas polowania, a kilka osobników może pożywiać się tym samym łupem. Większość gatunków zje wszystko, co się do tego nadaje, w tym padlinę – są oportunistycznymi padlinożercami.

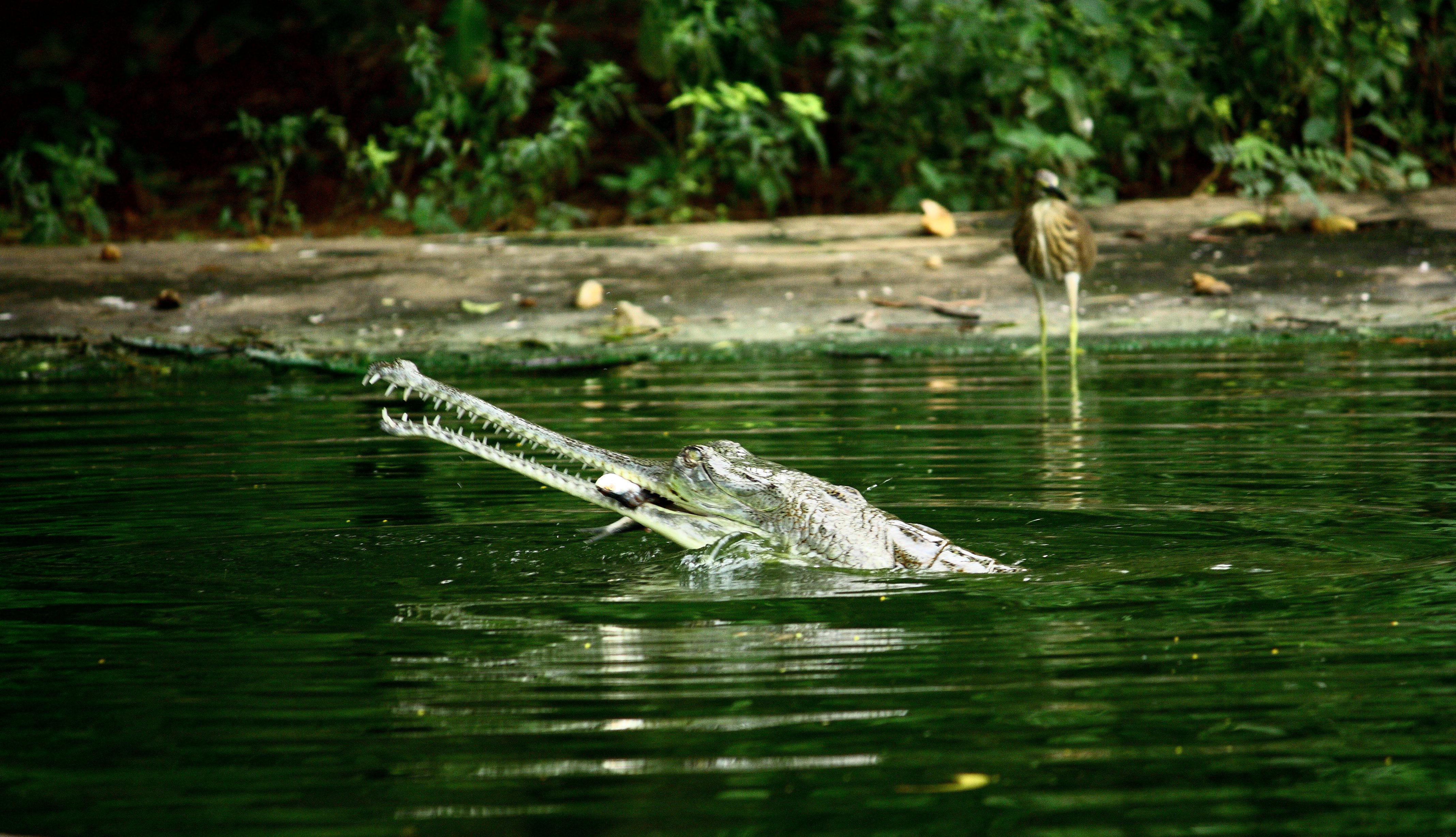
Gawial pożerający rybę

Krokodyle nie potrafią żuć i muszą wobec tego połykać pokarm w całości. Jednak zdobycz zbyt duża, by połknąć ją na jeden raz, jest rozrywana na kawałki. Krokodyle mogą nie poradzić sobie z dużym zwierzęciem o grubej skórze – mogą w takiej sytuacji czekać, aż zacznie się rozkładać, stając się łatwiejsza do rozkawałkowania. By oderwać kawał tkanki z dużego truchła, drapieżnik po uchwyceniu ofiary szczękami szarpie nią gwałtownie i, nie puszczając, zaczyna obracać się wokół własnej długiej osi ciała tak długo, aż ukręci i wyrwie kawał nadający się do połknięcia (manewr ten nosi po angielsku nazwę „death roll” – „obrót śmierci”). Takie rozszarpywanie jest wymuszone przez stożkowaty kształt zębów, z tej racji niezdolnych do przecinania mięsa. Podczas wspólnego pożywiania się niektóre osobniki mogą trzymać ciało zdobyczy, podczas gdy inne wykonują obroty. Zwierzęta nie walczą ze sobą, a każdy z nich odchodzi z kawałem mięsa i czeka na swoją następną kolejkę do jedzenia. Ze względu na to, że podczas połykania kęsów krtań odsuwa się od nozdrzy wewnętrznych, krokodyle muszą wówczas wysunąć głowę ponad wodę. Kęs trzymany początkowo czubkiem paszczy jest przesuwany w kierunku podstawy paszczy dzięki szarpnięciom głowy w górę, po czym połykany. Krokodyl nilowy potrafi przechowywać zwłoki pod wodą w celu ich późniejszej konsumpcji. Choć krokodyle to mięsożercy, przedstawiciele niektórych gatunków mogą zjadać także owoce, co może odgrywać pewną rolę w rozsiewie nasion.

### Komunikacja
Życie społeczne krokodyli rozpoczyna się jeszcze w jajach, ponieważ młode zaczynają komunikować się z innymi jeszcze przed wylęgnięciem się. Wykazano, że dźwięk cichego stukania w okolicy gniazda jest powtarzany przez młode, jedno po drugim. Taka wczesna komunikacja pomaga im wylęgać się jednocześnie. Wydostawszy się z jaja, młode skowyczy i chrząka, spontanicznie lub na skutek bodźców zewnętrznych. Nawet niespokrewnione osobniki dorosłe odpowiadają szybko na dźwięki zagrożenia wydawane przez młode.
Osobniki młodociane często wydają z siebie odgłosy, gdy rozdzielają się, a następnie gdy znów zbierają się rankiem. W pobliżu dorosłych, prawdopodobnie rodziców, także wydają sygnały ostrzegawcze przed drapieżnikami lub zwracające uwagę innych młodych na obecność pożywienia. Zakres i ilość wokalizacji różni się pomiędzy gatunkami. Najgłośniejsze są aligatory, podczas gdy niektóre gatunki krokodylowatych są prawie zupełnie bezgłośne. Dorosłe samice krokodyla nowogwinejskiego i krokodyla syjamskiego ryczą, gdy zbliża się do nich osobnik dorosły. W podobnej sytuacji krokodyl nilowy chrząka lub porykuje. Wyjątkowo głośno zachowuje się aligator amerykański. Wydaje z siebie serie około 7 gardłowych porykiwań, każde trwa kilka sekund, a przerwa pomiędzy nimi – 10 s. Poza tym wydaje z siebie różne porykiwania i piski. Samce wytwarzają wibracje w wodzie, przesyłając w ten sposób sygnały infradźwiękami, które mają przywabiać samice i odstraszać rywali. Występujący u samca gawiala guzek może służyć jako rezonator dźwięku.
Inny sposób komunikacji dźwiękowej zapewnia trzaskanie głową. Odbywa się to w ten sposób, że zwierzę przebywające w wodzie podnosi swój pysk i pozostaje w bezruchu. Po pewnym czasie pysk otwiera się gwałtownie i zamyka z jakby gryzącym ruchem, wydając z siebie głośny, trzaskający dźwięk. Natychmiast rozlega się po nim głośny plusk, po którym głowa zanurza się pod wodę. Pojawiają się liczne bąbelki. Pewne gatunki następnie wydają z siebie ryk, podczas gdy inne smagają wodę ogonem. Epizody tego zachowania rozprzestrzeniają się po grupie. Powód ich bywa różnoraki, ale wydaje się wiązać z utrzymaniem więzi społecznych, a także z zalotami. Osobniki dominujące mogą także prezentować rozmiar swego ciała podczas pływania na powierzchni wody, podczas gdy podporządkowane potwierdzają to, trzymając głowę pod ostrym kątem z otwartą paszczą przed wycofaniem się pod wodę.

## Rozmnażanie

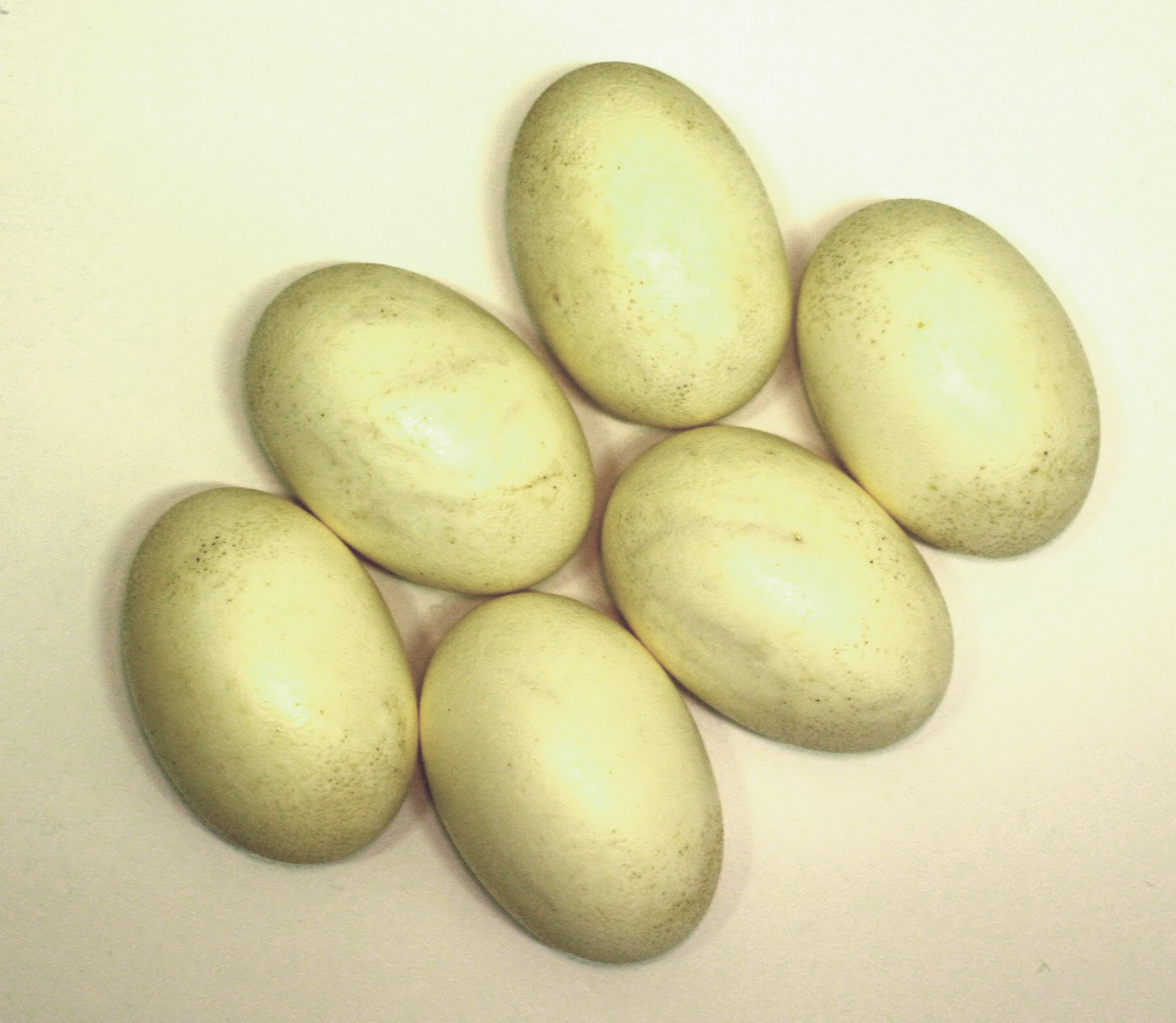
Jaja krokodyla nilowego

Krokodyle są, ogólnie rzecz biorąc, poligamiczne. Poszczególne samce starają się parzyć z jak największą liczbą samic. Pary monogamiczne zaobserwowano u aligatora amerykańskiego. Samce dominujące patrolują i bronią swych terytoriów, na których bytują samice. Samce pewnych gatunków, jak aligator amerykański, starają się zaimponować płci przeciwnej wypracowanymi pokazami godowymi. W ich trakcie samce i samice ocierają się o siebie, krążą wokół siebie i wykonują popisy pływackie. Kopulują zazwyczaj w wodzie. Gdy samica jest gotowa na połączenie się, wygina grzbiet w łuk, trzymając głowę i ogon pod wodą. Samiec ociera się o szyję wybranki, a następnie wspina się na nią na tylnych łapach, kładąc swój ogon pod jej ogonem, tak że ich kloaki ustawiają się przy sobie i prącie może zostać wsunięte. Połączenie może trwać do 15 min. W tym czasie para stale zanurza się i wynurza. Podczas gdy dominujące samce zazwyczaj monopolizują dostęp do płodnych samic, u aligatora amerykańskiego młode w jednym wylęgu mogą różnić się ojcostwem – mogą mieć aż 3 różnych ojców. Po miesiącu od parzenia się samica zaczyna pracę nad gniazdem.

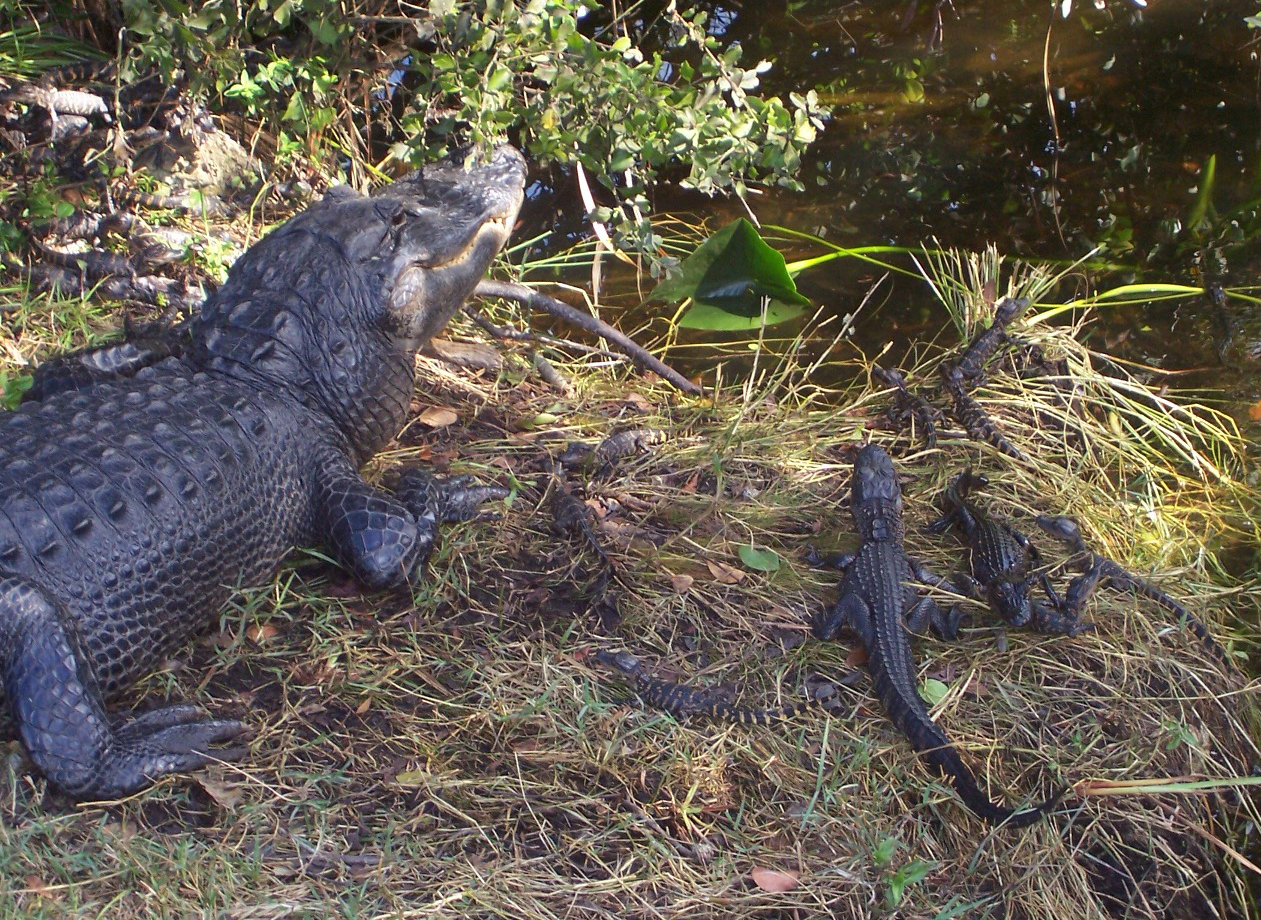
Aligator amerykański – matka z młodymi w gnieździe

Zależnie od gatunku samica może tworzyć gniazdo w postaci zagłębienia bądź kopca. Ten ostatni buduje ona z roślinności, ściółki, piasku lub gleby. Gniazda zazwyczaj leżą w pobliżu jamy lub jaskini. Dlatego też gniazda różnych samic leżą często blisko siebie, zwłaszcza w przypadku gatunków kopiących dziury. Liczba jaj składanych w jednym miocie może wynosić od 10 do 50. Jak u wszystkich składających jaja owodniowców, także krokodyle jaja chronione są twardą skorupką z węglanu wapnia. Okres inkubacji trwa od dwóch do trzech miesięcy.

### System determinacji płci
Determinacja płci rozwijających się w jajach młodych krokodyli zależy od temperatury otoczenia. W przeciwieństwie do wykazujących również temperaturowy system determinacji płci żółwi czy jaszczurek krokodyle nie mają w ogóle chromosomów płci. Dotychczas uważano, że u aligatora amerykańskiego samice wykluwają się w temperaturze poniżej 32 °C, samce zaś powyżej tej temperatury (system FM). Okazało się jednak, że samice powstają w zarówno niskich, jak i wysokich temperaturach, samce zaś w pośrednich (system FMF). Zmiana następuje w 31,5–31,8 °C, zaś w zakresie 32,5–33 °C wykluwają się tylko samce. Kolejna zmiana, na korzyść samic, pojawia się w przedziale 33–33,8 °C. Nie stwierdzono istotnych różnic pomiędzy samicami powstałymi w zimnych i w ciepłych warunkach, aż do 34,5 °C, kiedy to rośnie odsetek osobników mniejszych, wolniej rosnących. Odnotowano też wysoką umieralność. W temperaturze 28 °C jaja aligatora amerykańskiego rozwijają się, ale tylko z 1 na 10 wykluwa się młode, natomiast w temperaturze 36 °C zarodek przestaje się rozwijać. W efekcie zdarza się, że wszystkie młode z danego wylęgu są tej samej płci. Okazuje się jednak, że struktura płciowa danego wylęgu nie zależy wyłącznie od temperatury, bowiem różne wylęgi poddawane eksperymentalnie tym samym temperaturom różniły się znacznie odsetkami osobników obu płci. Podobnie w przypadku aligatora chińskiego w 33–35 °C wylęgało się 91% samców i 6% samic (jak też 3% potomstwa o płci nieustalonej). Temperaturą właściwą dla wylęgu samic okazała się 28 °C, natomiast poniżej 27 °C (jak też powyżej 36 °C) zarodki obumierały.
Mechanizm tego systemu determinacji płci wiąże się z zależnym od temperatury powstawaniem gonad. Anatomia jajników i jajowodów samic aligatora amerykańskiego z ciepłych i zimnych temperatur nie różniły się od siebie, znaleziono jednak pewne odmienności w budowie histologicznej jajników, związane między innymi z ułożeniem komórek rozrodczych.
System FMF niesie ze sobą pewne trudności w wyznaczeniu okresu rozwoju, w którym następuje determinacja płci. U aligatora amerykańskiego zmiana temperatury polegająca na jej podwyższeniu od 15 do 20 dnia rozwoju powoduje, że powstają jedynie samce, następnie taka sama zmiana do końca 5 tygodnia wiąże się z odsetkiem samców 92%, przeprowadzona w 40 dniu rozwoju zaowocuje 1 samcem przypadającym na 2 samice, a w 45 dniu rozwoju nie doprowadzi do wylęgu żadnych samców. Dane te umiejscawiają krytyczny dla rozwoju płci okres (TSP) pomiędzy 30 a 45 dniem rozwoju, co odpowiada etapom rozwoju zarodka 20,5–23,5. Ochłodzenie z kolei wiąże się z wylęganiem się samych samic (30 dzień), 13% samców (35 dzień), 3/4 samców (40 dzień) i samych samców (45 dzień), co umiejscawia TSP w tym samym czasie, ale na etapie 21,5–24,5.
Wykonywano również badania, w których podanie estradiolu zarodkowi aligatora amerykańskiego przed TSP powodowało, że rozwijał się on w samicę nawet w temperaturze typowej dla samców. Morfologicznie i behawioralnie takie samice nie różniły się od rozwijających się naturalnie, miały również podobne, choć mniejsze jajniki, jednakże u części samic stwierdzono przerost jajowodów.

### Wylęg i opieka rodzicielska
Młode mogą się wszystkie wylęgnąć w ciągu jednej nocy. Crocodilia stanowią wśród gadów wyjątek ze względu na poziom opieki rodzicielskiej zapewnianej młodym już po wykluciu się. Matka pomaga młodym wydostać się z gniazda i przenosi je w pysku do wody. Nowo wyklute krokodylątka gromadzą się razem i pozostają blisko matki. W przypadku kajmana okularowego z wenezuelskiej llanos matki pozostawiają swe młode w tych samych żłobkach, a jedna z matek opiekuje się nimi. Świeżo wylęgnięte młode wielu gatunków wykazują tendencję do grupowego wylegiwania się w słońcu podczas dnia oraz do rozdzielania się podczas nocnego żerowania. Czas potrzebny młodym na osiągnięcie samodzielności jest zróżnicowany. Grupy młodych aligatorów amerykańskich gromadzą się przy dorosłych przez rok do dwóch lat, podczas gdy młodociane krokodyle różańcowe i nilowe stają się samodzielne w kilka miesięcy.

### Wzrastanie i umieralność

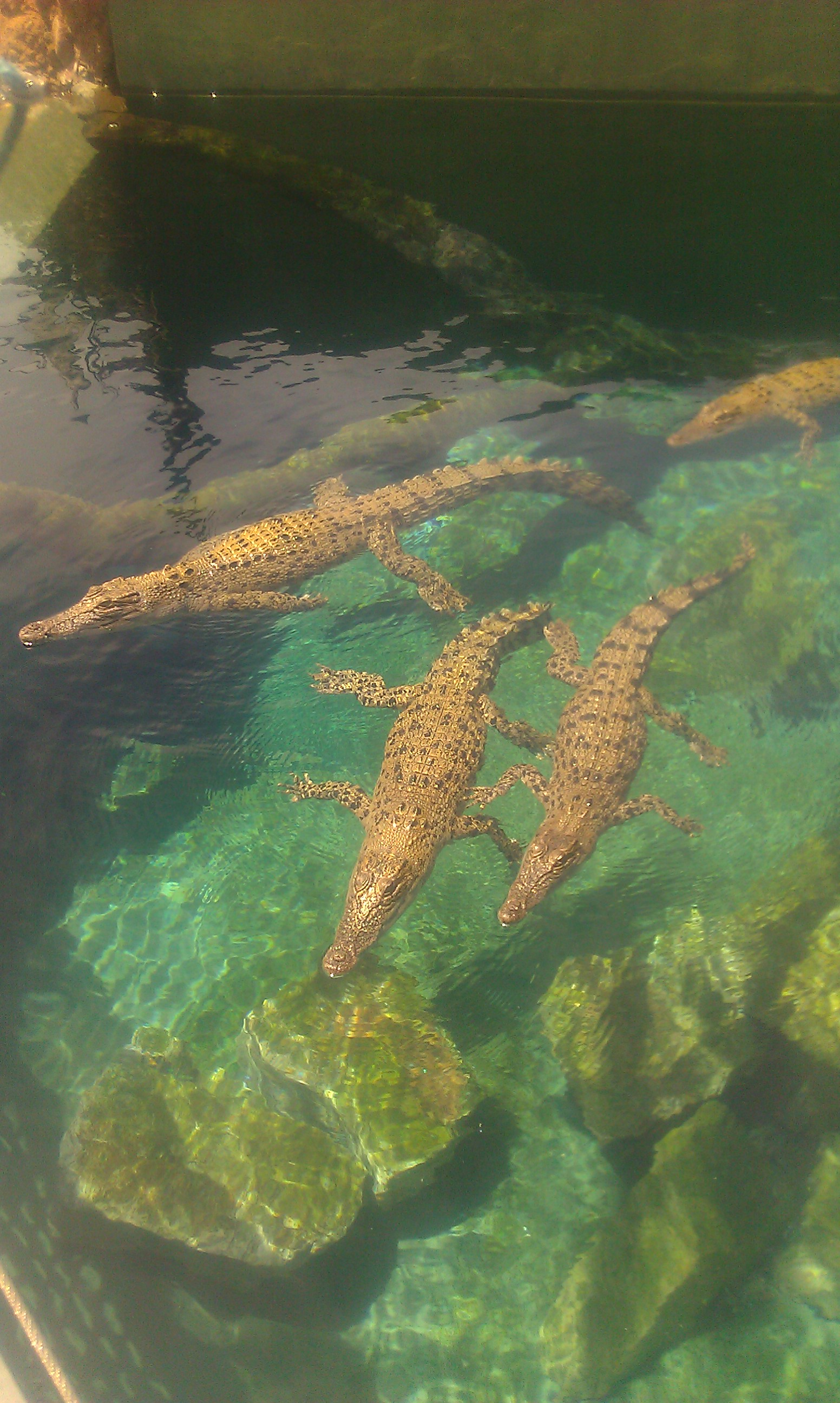
Młode krokodyle różańcowe w niewoli

Umieralność wśród jaj i świeżo wyklutych młodych jest wysoka. Gniazdom zagrażają powodzie, przegrzanie i drapieżnictwo. Powódź stanowi główną przyczynę niepowodzeń rozrodu krokodyli. Gdy gniazdo znajdzie się pod wodą, rozwijającym się zarodkom brakuje tlenu, ponadto młode mogą być uniesione z gniazda przez wodę. Wiele gatunków żeruje na jajach krokodyli. Do głównych amatorów krokodylich jaj w Ameryce Północnej należy szop pracz, także baribal Ursus americanus floridanus włącza je do swojej diety. W Afryce na krokodylich jajach żerują: mangusty, ratel, pawian, wydry, guziec, dzikan zaroślowy i hiena cętkowana, jednakże głównymi ich prześladowcami są waranowate. Jaszczurki te stanowią też największe zagrożenie dla krokodylich gniazd w Azji, gdzie na jajach żerują także cywety, mangusty, szczury, wargacz, szakale i psy.
Pomimo opieki matczynej świeżo wyklute młode często padają ofiarami drapieżników. Podczas transportu przez samicę do obszaru żłobka często porywają je drapieżniki wypatrujące okazji w pobliżu gniazda. Młode stanowią źródło pożywienia dla większości stworzeń żywiących się jajami, stanowią także przedmiot ataków żółwi, ryb i węży oraz ptaków szponiastych. Poza tym w wylęgu zdarzają się osobniki kalekie, niezdolne do przeżycia. Na północy Australii przeżywalność krokodyli różańcowych po wykluciu wynosi tylko 25%. Z każdym następnym rokiem życia wartość ta poprawia się aż do 60% w wieku 5 lat. Umieralność wśród dorosłych i prawie dorosłych osobników jest bardzo mała. Okazjonalnie polują na nie wielkie koty i węże. Jaguar i arirania mogą polować na kajmany w Ameryce Południowej. W innych częściach świata słonie i hipopotamy potrafią zabić krokodyla w obronie własnej. Specjaliści różnią się w opinii na temat kanibalizmu u krokodyli. Osobniki dorosłe normalnie nie zjadają swoich młodych, ale istnieją pewne dowody świadczące o pożeraniu osobników młodocianych przez prawie dorosłe oraz atakowaniu prawie dorosłych przez dorosłe. Rywalizujące ze sobą samce krokodyla nilowego czasami zabijają przeciwnika podczas sezonu rozrodczego.
Tempo wzrostu osobników po wylęgu i młodocianych krokodyli zależy od dostępności pokarmu, a dojrzałość płciowa wiąże się raczej z długością ciała niż z wiekiem. Samica krokodyla różańcowego osiąga dojrzałość przy długości ciała 2,2–2,5 m, podczas gdy samiec musi osiągnąć 3 m. Krokodylowi australijskiemu zajmuje 10 lat, nim osiągnie dojrzałość przy długości 1,4 m. Kajman okularowy dojrzewa wcześniej, przy długości 1,2 m. Liczy sobie wtedy od czterech do siedmiu lat. Przyjmuje się, że przedstawiciele Crocodilia rosną przez całe swe życie. Tempo przyrostu masy ciała samców jest większe u osobników starszych, co wynika głównie ze zwiększania obwodu ciała, a nie jego długości. Jednakże praca, w której Woodward et al. (2011) opisują znalezienie histologicznych wskaźników zakończenia wzrostu kości u aligatora amerykańskiego, wskazuje, że wzrost przez całe życie nie musi być regułą. Wiek krokodyla można ustalić dzięki pierścieniom przyrostu kości. Rekordy wynoszą: aligator missisipski – 56 lat, aligator chiński – 38 lat, krokodyl krótkopyski – 42 lata, krokodyl różańcowy – 42 lata.

## Krokodyle i człowiek

### Farmy

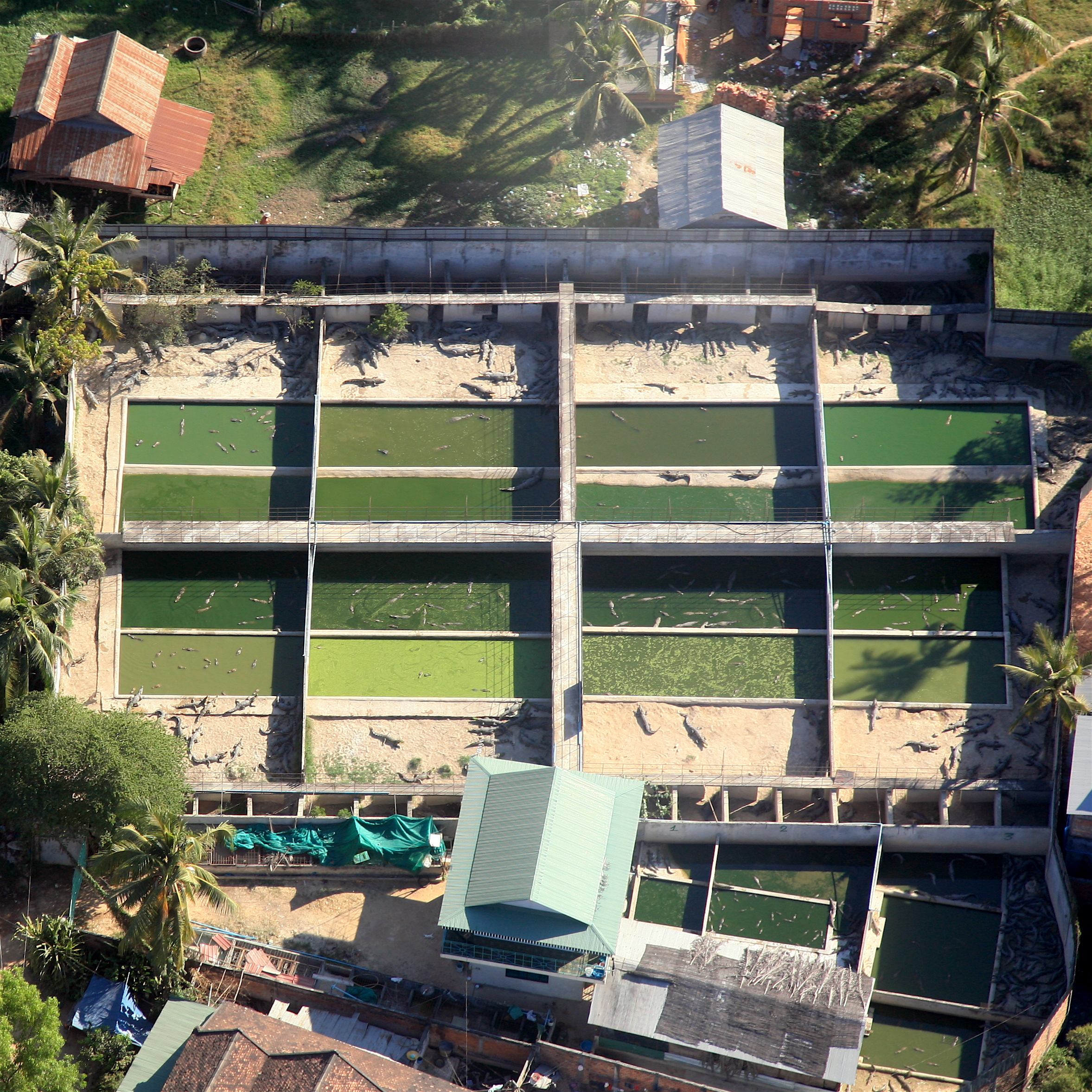
Farma krokodyli w Kambodży

Krokodyle są wykorzystywane gospodarczo przez człowieka. Farmy aligatorów czy krokodylowatych powstały z uwagi na zapotrzebowanie na ich skóry, ale obecnie prawie każda część zwierzęcia znalazła zastosowanie. Skóra z boków ciała i brzucha służy do wyrobu towarów skórzanych. Mięso jest jadalne. Pęcherzyk żółciowy jest ceniony w Azji Wschodniej. Głowa pełni czasem rolę ozdoby. W tradycyjnej medycynie chińskiej uważa się, jakoby mięso aligatora leczyło przeziębienie i chroniło przed rakiem, natomiast różnym narządom wewnętrznym przydaje się właściwości medyczne.
We wczesnych latach sześćdziesiątych w odpowiedzi na spadki liczebności wielu gatunków na całym świecie poszukano możliwości chowu na farmach na skalę przemysłową. Farmy prowadzą rozród i hodowlę zwierząt na zasadzie samozaopatrzenia, podczas gdy rancho wiąże się z wykorzystaniem jaj, osobników młodocianych i dorosłych pozyskiwanych rokrocznie ze stanu dzikiego. Organizacje komercyjne muszą spełnić kryteria CITES poprzez wykazanie, że nie wpływają negatywnie na dziko żyjącą populację na rozpatrywanym obszarze.

### Agresja
Przedstawiciele Crocodilia to oportunistyczni drapieżnicy, najbardziej niebezpieczni w wodzie i na brzegu. Osiem gatunków znanych jest z ataków na ludzi, które mogą przeprowadzać w celu obrony terytorium, gniazd bądź młodych, przez pomyłkę, przy okazji ataków na zwierzęta domowe, np. psy, lub dla zdobycia jedzenia, jako że większe krokodyle mogą polować na zdobycz tak dużą jak człowiek, a nawet większą. Najwięcej doniesień o atakach na ludzi wymienia krokodyla różańcowego, krokodyla nilowego i aligatora amerykańskiego. Inne gatunki, które czasami atakują człowieka, to kajman czarny, krokodyl meksykański, krokodyl błotny, krokodyl amerykański, gawial gangesowy oraz krokodyl australijski.

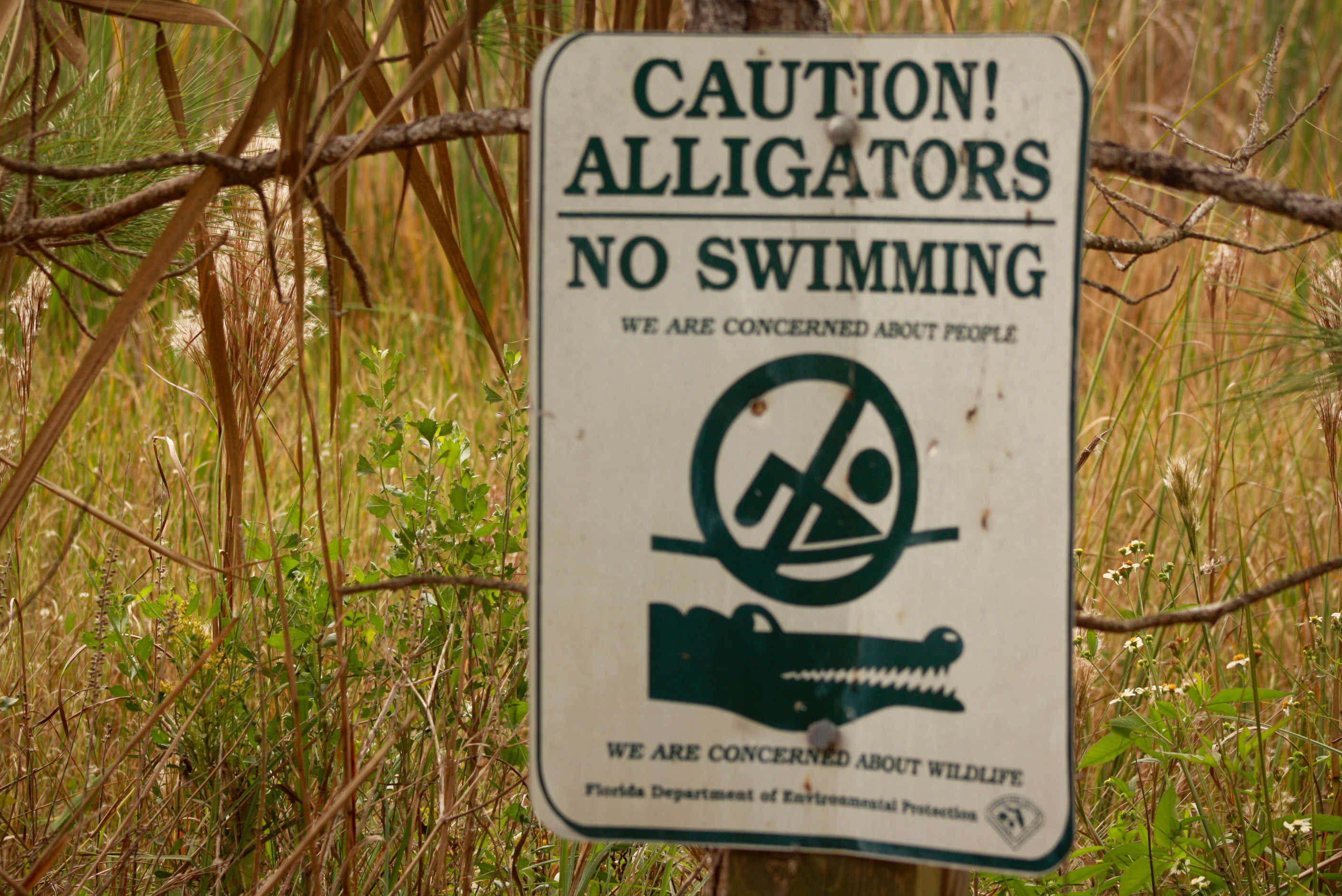
Znak ostrzegający przed aligatorami na Florydzie

Krokodyl nilowy cieszy się reputacją największego mordercy dużych zwierząt, w tym ludzi, na kontynencie afrykańskim. Ma szeroki zasięg występowania, zasiedla różnorodne siedliska, cechuje go maskujące ubarwienie. Oczekuje zdobyczy, wystawiając nad wodą jedynie oczy i nozdrza, po czym rzuca się na pijące zwierzęta, rybaków, kąpiących się, jak też ludzi, którzy przyszli po wodę bądź zrobić pranie. Ofiara chwycona i zaciągnięta do wody ma niewielkie szanse na ucieczkę. Analiza ataków wykazała, że w większości dochodzi do nich w czasie sezonu rozrodczego lub gdy gady te strzegą swych gniazd, lub zajmują się świeżo wyklutymi młodymi. Choć wiele ataków nie zostaje zgłoszonych, szacuje się, że w ciągu roku dochodzi do 300, a 63% kończy się śmiercią. Dzikie krokodyle australijskie przeprowadziły 62 potwierdzone niesprowokowane ataki skutkujące urazem lub śmiercią w latach 1971–2004. Zwierzęta te powodują też wypadki śmiertelne w Malezji, Nowej Gwinei i innych miejscach. Są wysoce terytorialne i nie tolerują wtargnięcia na swe terytorium innych krokodyli, ludzi, a także łódek czy kajaków. Ataki przeprowadzać mogą zwierzęta różnych rozmiarów, ale za wypadki śmiertelne odpowiadają przede wszystkim większe samce. Wraz ze zwiększaniem wymiarów ciała wzrasta ich zapotrzebowanie na pokarm i poszerza się spektrum wielkości ofiar, na które mogą przeprowadzać ataki. W obszarze ich zainteresowań mieszczą się świnie, bydło domowe, konie i ludzie. Większość ludzi zaatakowanych pływała lub brodziła w wodzie, aczkolwiek w dwóch przypadkach byli to ludzie śpiący pod namiotami.
Pomiędzy rokiem 1948 a połową 2004 odnotowano 242 niesprowokowane przez człowieka przypadki agresji aligatorów amerykańskich. 16 ludzi straciło życie. 10 z nich przebywało w wodzie, a 2 na lądzie. Okoliczności pozostałych 4 wypadków nie są znane. Większość aktów agresji zdarzyła się cieplejszą porą roku, jednak na Florydzie, gdzie panuje cieplejszy klimat, ataki zdarzają się przez cały rok. Aligatory uznaje się jednak za mniej agresywne od krokodyla nilowego czy też różańcowego, ale wzrost zagęszczenia populacji człowieka na Everglades prowadzi do bliższego sąsiedztwa ludzi i aligatorów, zwiększając ryzyko ataków tych ostatnich. Odwrotnie jest w Mauretanii, gdzie krokodyle wydają się być przyzwyczajone do lokalnej ludności, pływającej z nimi bez groźby ataku.

### Zwierzęta domowe
Pewne gatunki krokodyli traktuje się jako egzotyczne zwierzęta domowe. W młodości zdają się urokliwe i sprzedawcy zwierząt domowych z łatwością sprzedają je, jednakże nie należą one do zwierząt dobrych do trzymania w domu. Osiągają duże rozmiary, są zarówno niebezpieczne, jak i kosztowne w utrzymaniu. Z wiekiem są często porzucane przez uprzednich właścicieli. Zdziczałe populacje kajmanów okularowych żyją w USA i na Kubie. Większość państw wprowadziło regulacje ograniczające hodowlę tych gadów.

## Ochrona

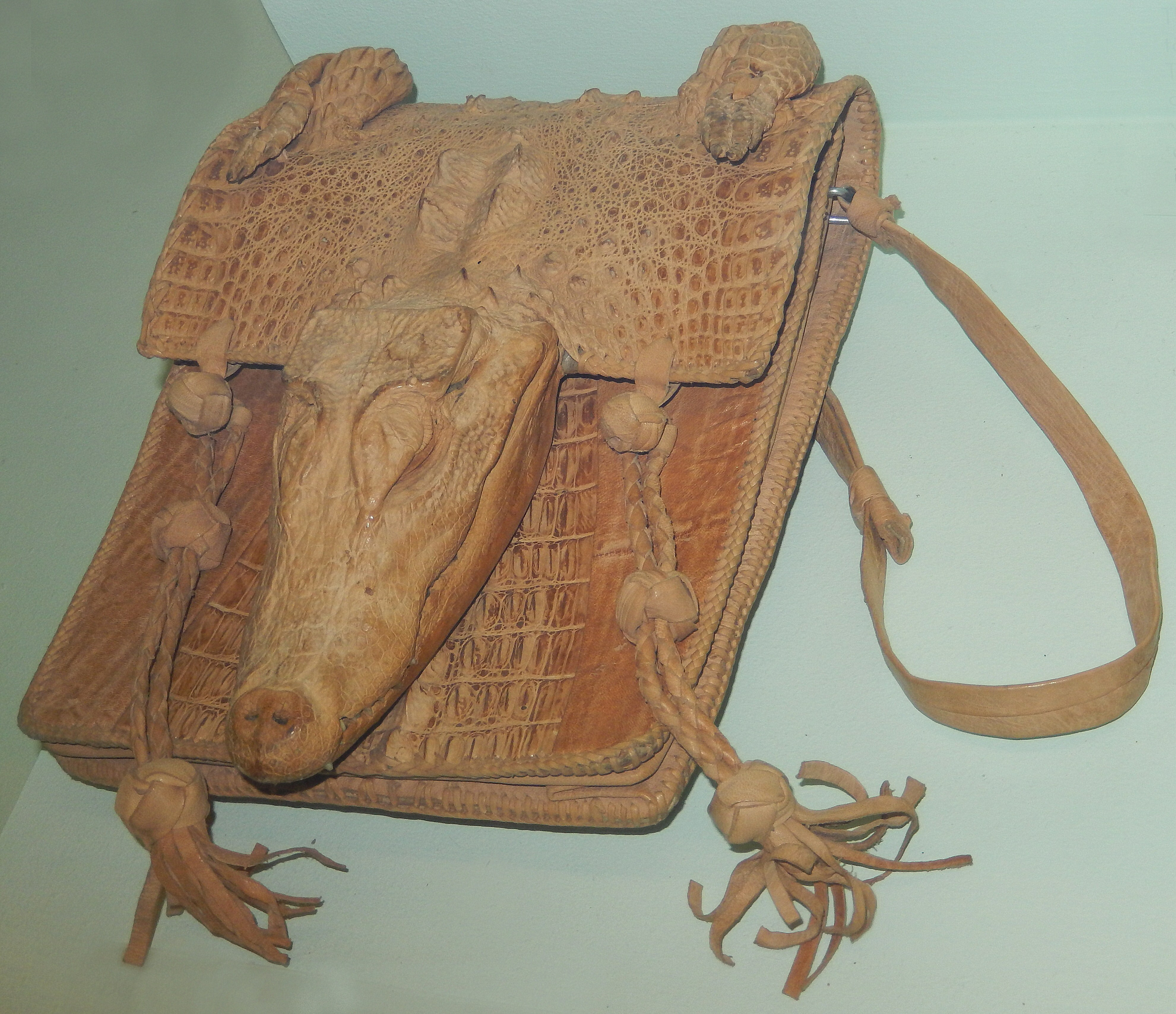
Pochodząca z Afryki Zachodniej torba ze skóry krokodyla krótkopyskiego, Natural History Museum, Londyn

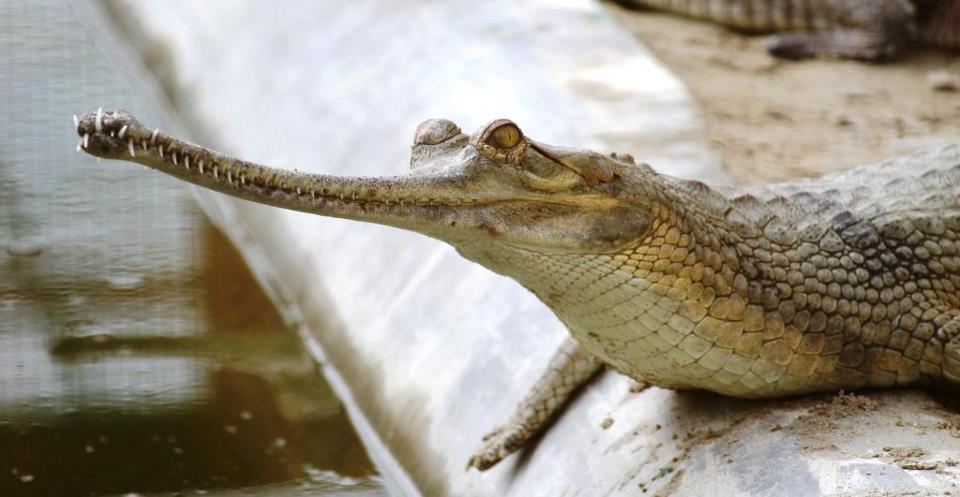
Młody gawial w Kukrail Reserve Forest

Wszystkie gatunki krokodyli wymienione są w I lub II załączniku CITES, co oznacza, że handel nimi i produktami z nich uzyskanymi podlega regulacji i restrykcjom. Załącznik I obejmuje następujące gatunki lub podgatunki (z wyjątkiem niektórych wyszczególnionych populacji): aligator chiński, Caiman crocodilus apaporiensis, kajman szerokopyski, kajman czarny, krokodyl amerykański, krokodyl wąskopyski, krokodyl orinokański, krokodyl filipiński, krokodyl meksykański, krokodyl nilowy, krokodyl błotny, krokodyl różańcowy, krokodyl kubański, krokodyl syjamski, krokodyl krótkopyski, krokodyl gawialowy. Pozostałe gatunki obejmuje załącznik II. Na Czerwonej księdze gatunków zagrożonych w 2015 roku spośród 23 taksonów Crocodilia tylko 12 było przypisanych do kategorii zagrożenia niższych niż Vu (Vulnerable). Wedle IUCN status gatunku krytycznie zagrożonego (CR) obejmował 7 taksonów: aligatorowi chińskiemu, krokodylowi orinokańskiemu, krokodylowi filipińskiemu, krokodylowi kubańskiemu, krokodylowi syjamskiemu, gawialowi gangesowemu, krokodylowi wąskopyskiemu. Status gatunku wrażliwego (VU) przypisano 4 taksonom: krokodylowi amerykańskiemu, krokodylowi błotnemu, krokodylowi krótkopyskiemu oraz krokodylowi gawialowemu.
Największe zagrożenie dla krokodyli stanowi działalność człowieka, w tym polowania i destrukcja siedlisk. We wczesnych latach siedemdziesiątych XX wieku sprzedano ponad 2 miliony skór żyjących na wolności krokodyli różnych gatunków. Tak intensywna eksploatacja populacji przyczyniła się do ograniczenia liczebności większości populacji krokodyli, w niektórych przypadkach prowadząc prawie do ich zagłady. Począwszy od 1973 roku konwencja CITES wprowadziła ograniczenia w handlu częściami ciał zwierząt zagrożonych wymarciem, w tym skórami krokodyli. Restrykcje w związku z tym wprowadzone stały się w latach osiemdziesiątych XX wieku powodem niezadowolenia lokalnych społeczności, jako że krokodyle występowały obficie i stanowiły zagrożenie dla ludzi w pewnych rejonach Afryki, polowania na nie były więc legalne. Conference of the Parties w Botswanie w 1983 przyniosła argumentację na korzyść urażonej lokalnej ludności, że sprzedaż skór zwierząt upolowanych legalnie jest uzasadniona. Pod koniec lat siedemdziesiątych powstały w różnych krajach farmy krokodyli, które rozpoczęły swą działalność dzięki jajom znalezionym na wolności. W następnej dekadzie skóry krokodyli z farm produkowano w wystarczającej ilości, by zniszczyć nielegalny handel dzikimi krokodylami. Do 2000 roku skóry 12 gatunków, czy pozyskane legalnie na wolności, czy też pochodzące z farmy, stanowią przedmiot handlu w 30 krajach, a nielegalny rynek został prawie usunięty.
Gawial przeszedł przewlekły, długoterminowy spadek liczebności, co w połączeniu z gwałtownym spadkiem krótkoterminowym doprowadziło go do statusu IUCN CR (Critically Endangered – gatunek krytycznie zagrożony wyginięciem). W 1946 roku jego populacja była szeroko rozpowszechniona, licząc od około 5000 do 10000 sztuk. Do 2006 roku zmniejszyła się o 96–98%, ulegając redukcji do niewielkiej liczby znacznie rozdrobnionych subpopulacji, liczących mniej niż 235 osobników. Spadek długoterminowy miał liczne przyczyny, w tym zbiór jaj i polowania (także na potrzeby medycyny ludowej). Szybki spadek o około 58% pomiędzy 1997 a 2006 rokiem wywołany został przez wzrost częstości użycia sieci skrzelowych oraz utratę siedlisk rzecznych. Populacja gawiala cały czas jest zagrożona przez zanieczyszczenie środowiska metalami ciężkimi i przez pasożytnicze pierwotniaki, ale w roku 2013 odnotowano wzrost liczebności, który wynikać może z wprowadzenia programu ochrony gniazd przed rabusiami jaj.

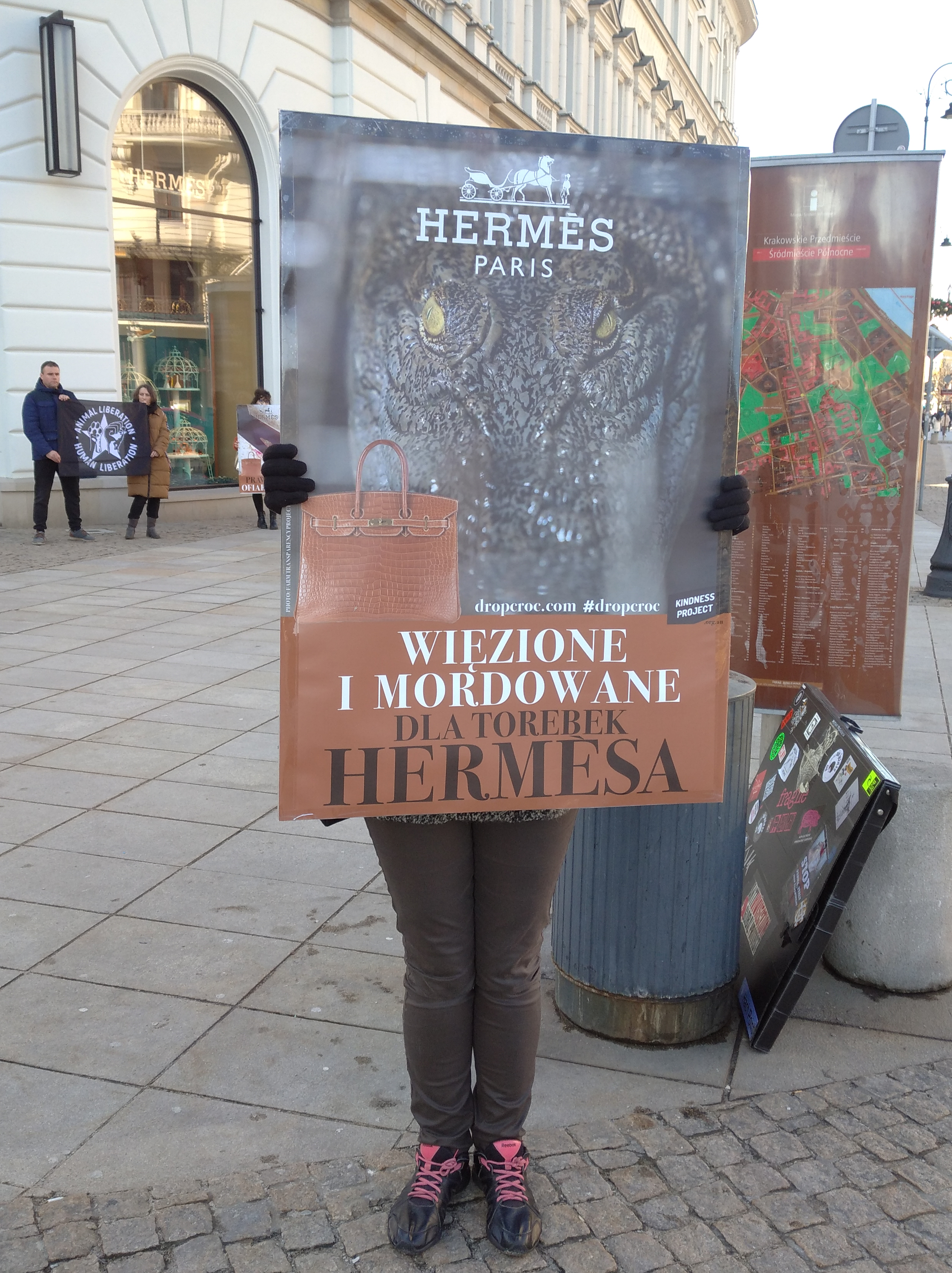
Demonstracja obrońców praw zwierząt przeciwko zabijaniu krokodyli, Krakowskie Przedmieście w Warszawie, 12 lutego 2022.

Aligator chiński był historycznie szeroko rozpowszechniony we wschodnim dorzeczu Jangcy. Obecnie jego zasięg ogranicza się do pewnych obszarów na południowym wschodzie prowincji Anhui, za co winę ponosi fragmentacja siedlisk i degradacja środowiska. Uważa się, że dzika populacja żyje jedynie w niewielkich, oddzielonych od siebie stawach. W 1972 chiński rząd zaliczył go do gatunków zagrożonych I klasy, przyznając mu maksymalną ochronę prawną. Od 1979 programy rozrodu tego gatunku w niewoli rozpoczęto w Chinach i USA. Dzięki nim powstała zdrowa populacja, utrzymywana w niewoli. W 2008 aligatory rozmnożone w Bronx Zoo z sukcesem reintrodukowano na wyspę Chongming w Szanghaju. Jednak najbardziej zagrożonym krokodylem jest być może krokodyl filipiński. IUCN przyznaje mu status CR. Polowania i destrukcyjne rybołówstwo zredukowały jego populację do około 100 osobników w 2009 roku. W tym samym roku 50 rozmnożonych w niewoli zwierząt wypuszczono na wolność, by wesprzeć populację. Wsparcie miejscowej ludności jest kluczowe dla przetrwania tego gatunku.
Aligator amerykański również odnotował poważne spadki populacji. Spowodowały je polowania i utrata siedlisk. Zagraża mu wyginięcie. W 1967 umieszczono go na liście gatunków zagrożonych, ale dzięki skutecznym wysiłkom United States Fish and Wildlife Service oraz stanowych organizacji ochrony przyrody, podejmujących pracę nad odtworzeniem jego populacji, w roku 1987 można było wykreślić go ze wspomnianej listy. Wiele badań aligatorów na ranczach podjęto w Rockefeller Wildlife Refuge, dużym obszarze mokradeł w Luizjanie. Zdobyte w nich dane polepszyły rozumienie hodowli w zagrodach, wskaźników liczebności, inkubacji jaj, wykluwania się piskląt, opieki nad młodymi i pożywienia. Informacje te wykorzystano w innych miejscach na całym świecie. Badanie dotyczące farm aligatorów w USA wykazało, że generują one znaczne korzyści związane z ochroną tych zwierząt, a kłusownictwo na dzikich aligatorach znacznie się zmniejszyło.
Całkowitą liczebność krokodyla kubańskiego szacuje się na 4000 zwierząt. Zagrażają mu głównie polowania w celu zdobycia mięsa, jadanego również przez turystów, oraz krzyżowanie się z innymi krokodylami. Krokodyli syjamskich pozostało już tylko około 500–1000 sztuk, a liczba ta nadal maleje. Przyczyna tego stanu rzeczy tkwi w polowaniach w celu zdobycia skóry, zwłaszcza w połowie XX wieku, ale również w czasach współczesnych, a ponadto w nielegalnym zbiorze raz degradacji siedlisk. Podobne zagrożenia dotyczą populacji krokodyla krótkopyskiego. Szacunki dotyczące liczebności tego gatunku różnią się od siebie, sięgają od 1000 do 20000 osobników, stwierdzono, że liczebność populacji maleje.

## W kulturze

### W mitologii i folklorze

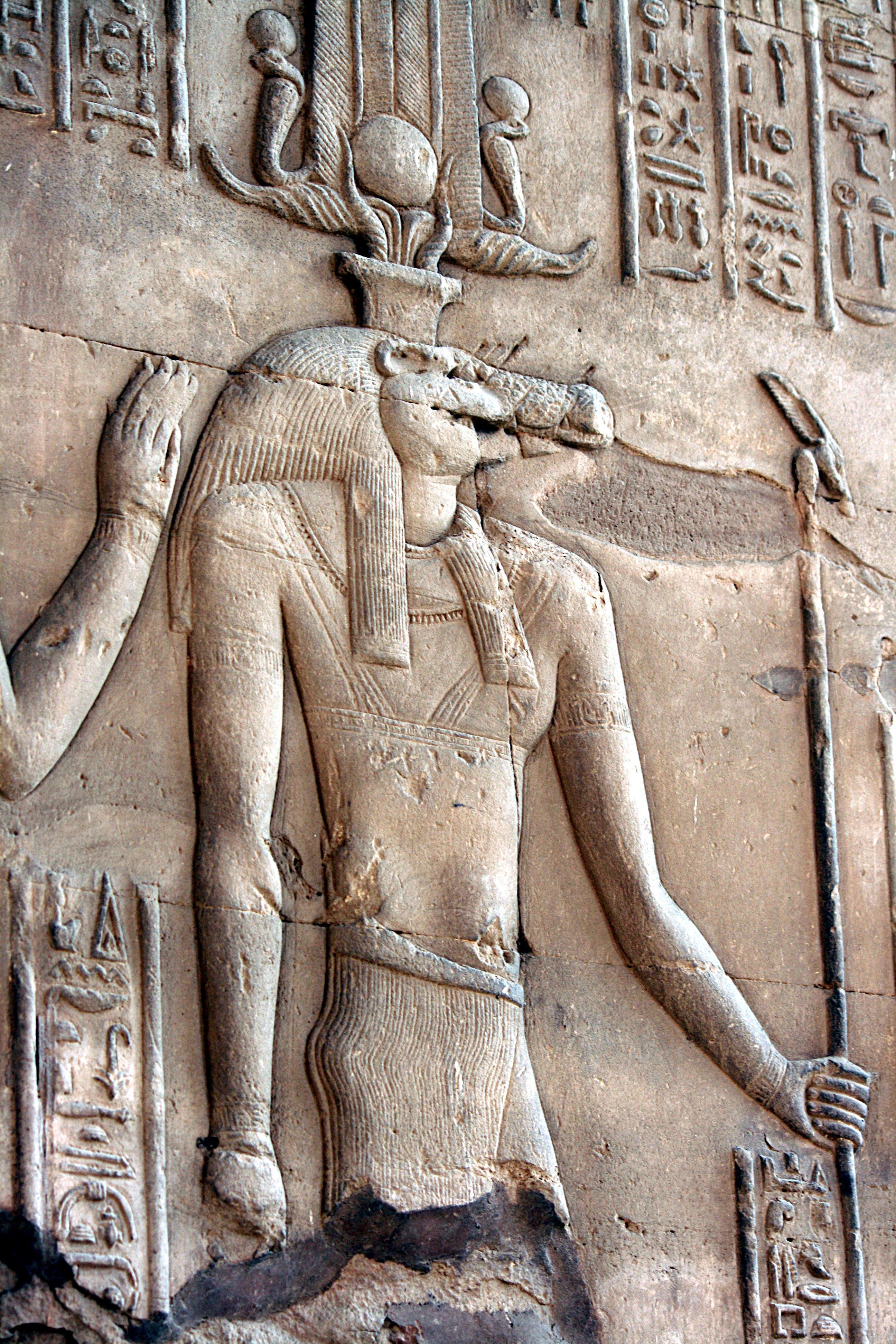
Relief przedstawiający egipskiego boga Sobka

Crocodilia odegrały ważną rolę w mitach i legendach różnych kultur na całym świecie, a być może nawet stały się inspiracją opowieści o smokach. W religii starożytnego Egiptu Ammit, demoniczny pożeracz niegodnych dusz, i Sobek, opiekun oraz bóg siły i płodności, mieli głowy krokodyli. Odzwierciedla to egipski punkt widzenia tego stworzenia, zarówno jako przerażającego drapieżcy, jak i ważnego elementu ekosystemu Nilu. Krokodyl należał do zwierząt, które mumifikowano. Stworzenia te wiązano również z różnorodnymi bóstwami wody plemion Afryki Zachodniej. Opis Lewiatana w Księdze Hioba również może bazować na krokodylu. W Mezoameryce Aztekowie uznawali krokodylego boga płodności o imieniu Cipactli, który opiekował się plonami. W mitologii azteckiej potwór morski Tlaltecuhtli jest czasami opisywany jako „wielki kajman”. Majowie także wiązali krokodyle z płodnością i ze śmiercią.
Gawial występuje w opowieściach ludowych. W jednej z nich gawial i małpa zostali przyjaciółmi, gdy małpa podarowała mu owoc. Żona gawiala zażądała, by przyniósł do domu do zjedzenia także małpę, uważając, że owoc uczynił serce małpy słodkim. Gawial z początku zgodził się i podjął próbę zwabienia małpy do swego domu, ale prędko przyznał się do tego planu. Ich przyjaźń zakończyła się wtedy. Podobna historia występuje w legendach rdzennych Amerykanów oraz w opowieściach ludowych Afroamerykanów – o aligatorze i króliku Br’er.
W malajskiej opowieści ludowej niewielki kopytny Sang Kancil chciał przekroczyć rzekę, by dostać się do drzew owocowych na przeciwległym brzegu, ale w rzece krokodyl Sang Buaya oczekiwał, by go pożreć. Sang Kancil poprosił krokodyla, by ustawił w rzędzie wszystkie krokodyle żyjące w rzece, by móc policzyć je dla króla, wymógł też obietnicę, że nie zostanie pożarty podczas liczenia. Następnie przebiegł po głowach kolejnych zwierząt, licząc głośno. Gdy dostał się na drugi brzeg, podziękował za pomoc w przebyciu rzeki i wziął się do jedzenia owoców. Sang Buaya nic nie osiągnął, a inne krokodyle wyrzucały mu, że Sang Kancil je oszukał. Legenda z Timoru Wschodniego opowiada o chłopcu ratującym wielkiego krokodyla unieruchomionego na mieliźnie. W efekcie zwierzę chroniło go przez resztę swego życia, a kiedy zmarło, jego łuskowaty, nierówny grzbiet stał się wzgórzami Timoru. Jedna z australijskich opowieści Czasu snu opowiada o krokodylim przodku, który posiadał cały ogień. Pewnego dnia tęczowy ptak ukradł mu ogniste patyki i dał je człowiekowi. Odtąd krokodyl żyje w wodzie.

### W literaturze

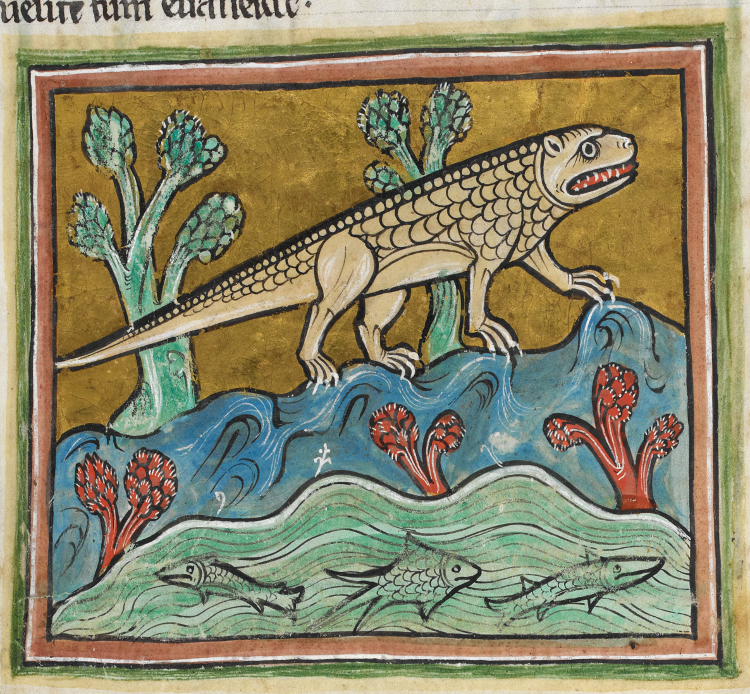
Krokodyl w średniowiecznym Bestiariuszu z Rochester, późny XIII wiek

Starożytni historycy opisywali krokodyle od najwcześniejszych zapisów, jednakże ich dzieła zawierały wiele fantazji. Herodot (ok. 440 p.n.e.) szczegółowo opisując krokodyla, twierdził, że stworzenie to leży z otwartą paszczą, by wpuścić ptaka zwanego „trochilus” (prawdopodobnie pijawnik), by wszedł i usunął pijawki, jakie znajdzie. Krokodyl jest jedną z bestii opisanych w pochodzącym z późnego wieku XIII Bestiariuszu z Rochester, bazującym na źródłach klasycznych, w tym Historii Naturalnej Pliniusza Starszego (ok. 79 n.e.) i Etymologiach Izydora z Sewilli. Izydor twierdził, że krokodyl nazwany został od szafranowej barwy (łaciński croceus, szafran). Podaje również, że mierzy on często 20 łokci (10) długości. Twierdzi dalej, że krokodyl może zostać zabity przez rybę, która ząbkowanym grzebieniem przepiłuje mu miękkie podbrzusze i dlatego też samiec i samica zmieniają się w pilnowaniu jaj.
Od czasu Biblioteki Focjusza z IX wieku uważano, że krokodyle płaczą po swych ofiarach. Późniejsze źródła powtarzały tę informację. Wymienia się tu Bartłomieja Anglika z XIII stulecia. Opowieść stała się powszechnie znana w 1400, gdy angielski podróżnik sir John Mandeville napisał swój opis „cockodrills”. Wedle jego słów w państwie księdza Jana i w Indiach jest ich mnóstwo, a stanowią rodzaj długich węży. W nocy miały zamieszkiwać w wodzie, a w dzień na lądzie, w skałach i jaskiniach. Przez całą zimę nie jadały mięsa, ale zapadały w sen jak węże. Zjadały ludzi, a pożerając ich płakały. Następnie zaś otwierały szczękę, ale nie żuchwę. Nie miały także języka.

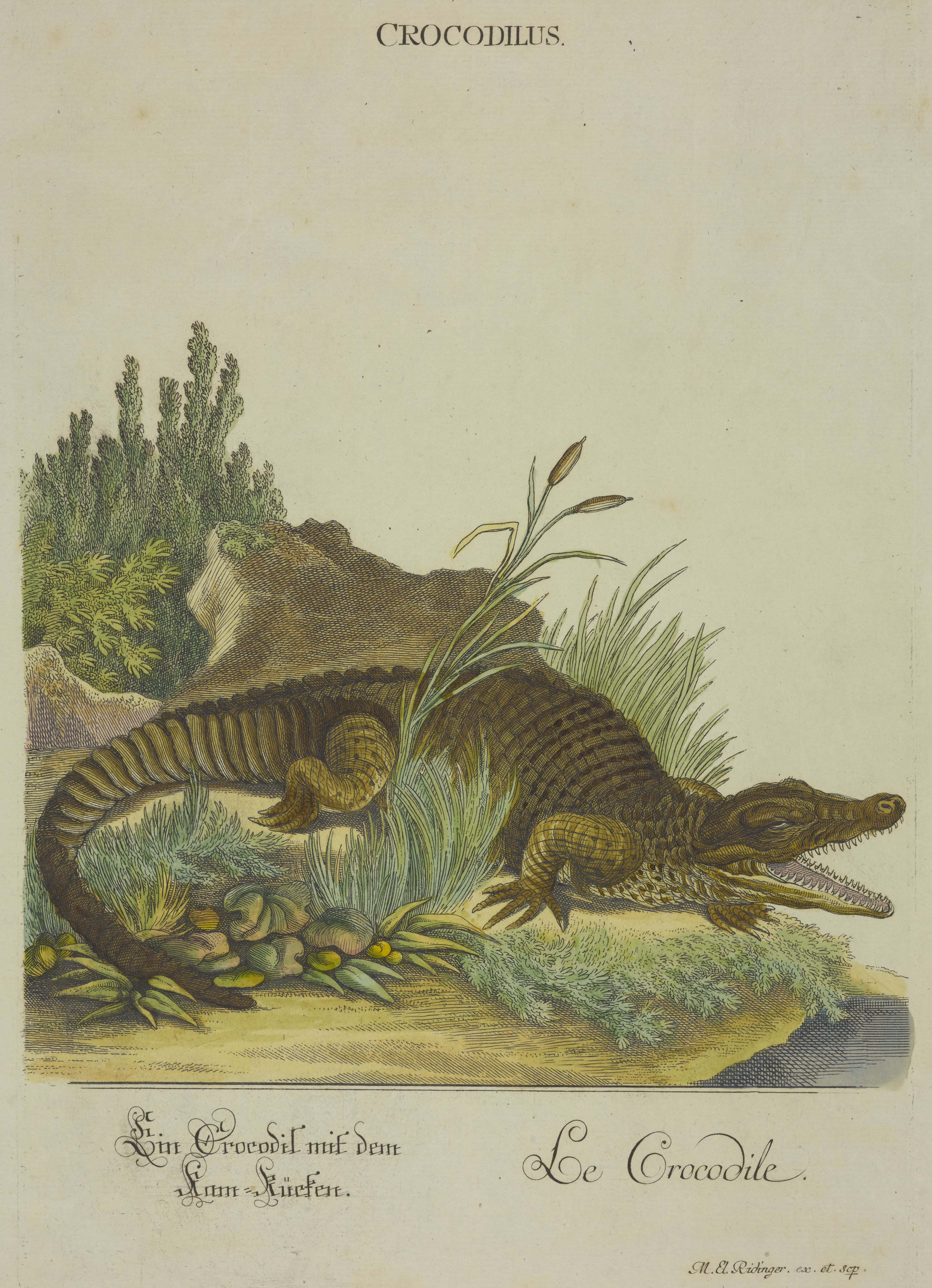
Krokodyl, akwaforta M. El. Ridingera, ok. 1767 r.

William Szekspir odnosi się do krokodylich łez w utworach Otello (akt IV, scena i), Henryk VI, część 2 (akt III, scena i) oraz Antoniusz i Kleopatra (akt II, scena vii).

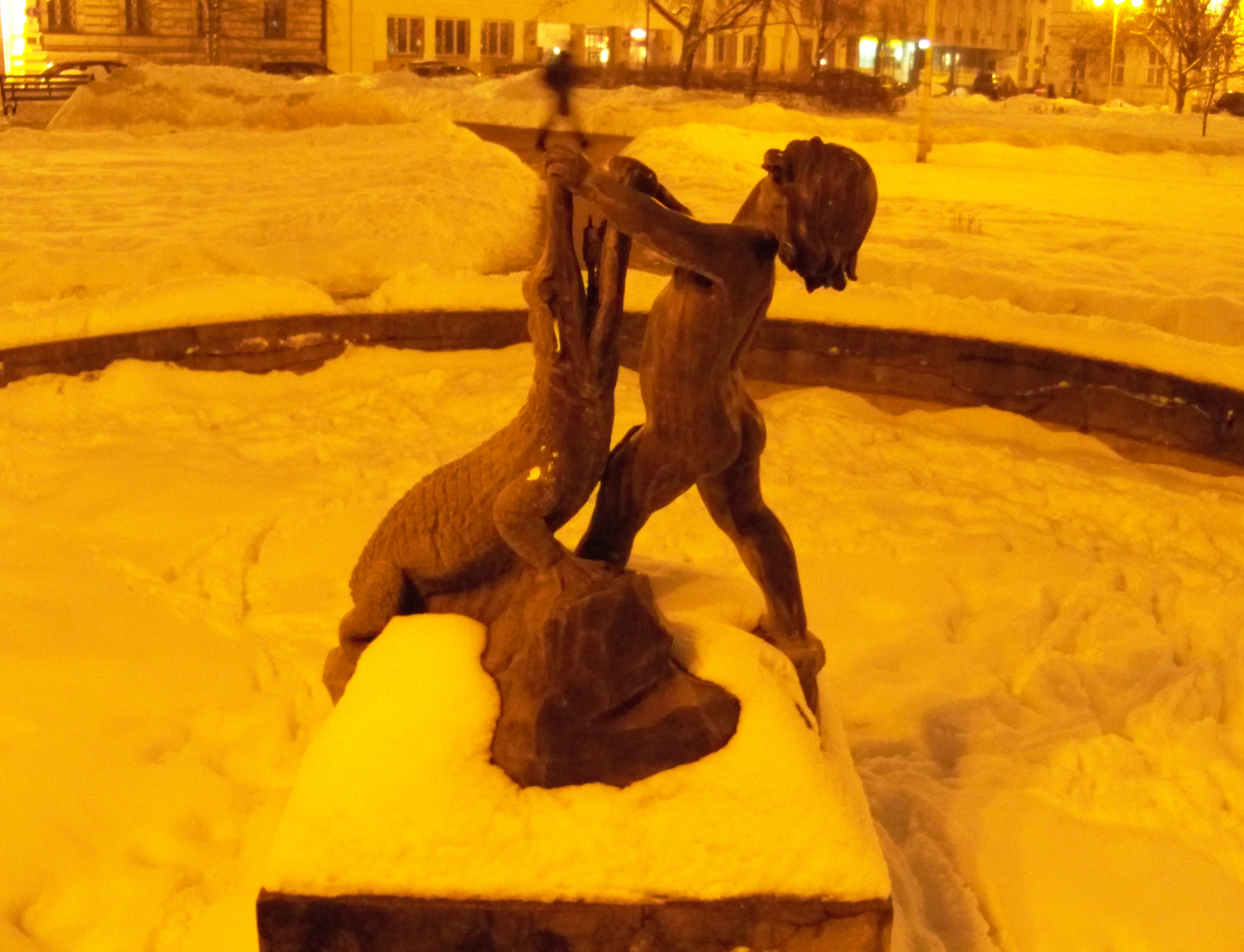
Chłopiec z krokodylem – uliczna rzeźba w Warszawie (autor: Stanisław Jackowski)

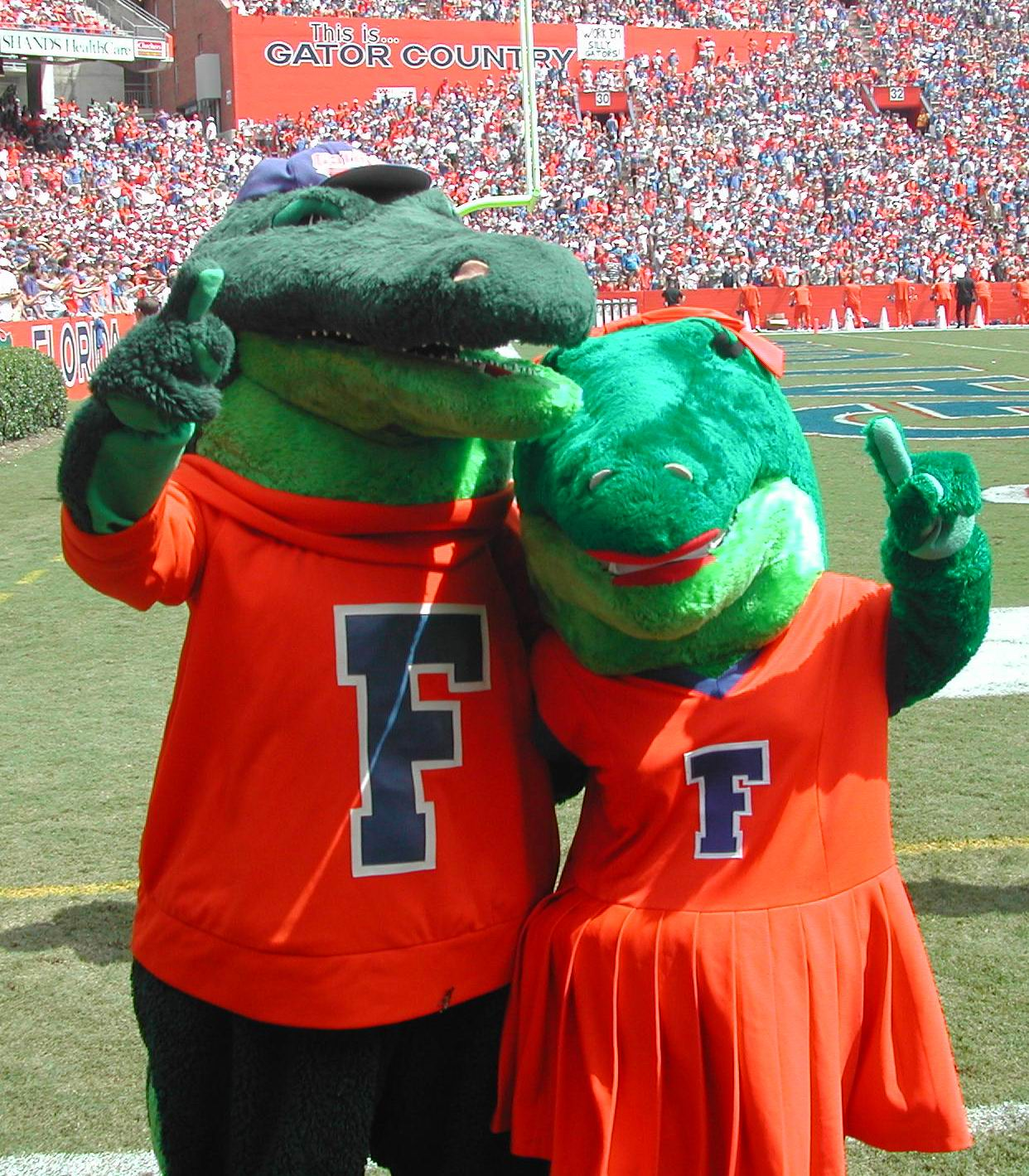
Albert i Alberta Gator, maskotki Florida Gators

Crocodilia, zwłaszcza zaś krokodyl, pojawiały się w historiach dla dzieci w czasach współczesnych. Alicja w Krainie Czarów Lewisa Carrolla (1865) obejmuje wiersz How Doth the Little Crocodile, parodię moralizującego utworu Isaaca Wattsa Against Idleness and Mischief.
W powieści J.M. Barriego Piotruś i Wendy (1911) kapitan Hak stracił swą rękę przez krokodyla. Hak boi się go, przed jego przybyciem ostrzega go połknięty przez gada zegarek.
W Takich sobie bajeczkach Rudyarda Kiplinga (1902) słoniątko ma długą trąbę, ponieważ pociągnął je za krótki uprzednio nos krokodyl na brzegu rzeki Limpopo. Nowy narząd pozwolił mu zrywać owoce, zamiast czekać, aż spadną, a także na wiele innych użytecznych rzeczy. Stary krokodyl-ludojad Mugger, od którego bierze nazwa lokalna wioska, jest bohaterem jednego z opowiadań w Drugiej Księdze Dżungli tegoż autora. Roald Dahl w The Enormous Crocodile (1978) opowiada, jak krokodyl włóczył się przez dżunglę, szukając dzieci, które mógłby pożreć, próbując jednej sztuczki za drugą. W Związku Radzieckim popularny był cykl opowiadań Eduarda Uspienskiego o krokodylu Genie lub Gieniu i opartych na nich animowanych filmów Romana Kaczanowa (m.in. Krokodyl Giena).
Dwa cytaty z dzieł Aleksandra Fredry stały się skrzydlatymi słowami: „Znam dobrze mężczyzn, ten ród krokodyli!” oraz „Jeśli nie chcesz mojej zguby, krokodyla daj mi, luby”. Ten drugi stał się na tyle popularny, że podlega przeróbkom.
W krokodylich atakach na ludzi ma genezę nazwa tzw. paradoksu krokodyla. Opisuje on sytuację, w której matka dziecka, porwanego przez krokodyla, prosi porywacza, by jej dziecko oddał. Krokodyl zgadza się pod warunkiem, że powie ona prawdę w odpowiedzi na jego pytanie. Pytanie to brzmi następująco: „Czy oddam ci dziecko, czy nie?”. Niezależnie, czy odpowiedź będzie brzmiała „Tak” czy też „Nie”, krokodyl będzie mógł, zgodnie z warunkami, zatrzymać dziecko.
Istniało też rosyjskie satyryczne czasopismo Krokodił, założone w 1922. Fiodor Dostojewski użył też nazwy tego zwierzęcia w tytule swego opowiadania, na podstawie którego Llywelyn i Myrddin stworzyli operę.

### W sporcie i mediach
Crocodilia czasami występują jako maskotki drużyn sportowych. Używa ich zespół baseballowy Canton Crocodiles z Frontier League czy też zespół footballowy Southern Districts grający w australijskiej Northern Territory Football League. Zespoły University of Florida znane są jako Florida Gators, co odnosi się do aligatora amerykańskiego. Ich maskotki nazywają się Albert i Alberta Gator.
Krokodyl jest logo marki Lacoste. Anegdotyczna historia jego powstania odwołuje się do przydomku Renégo Lacoste’a – Crocodile, który nadali mu dziennikarze, porównując jego sportową zawziętość do krokodyla lub aligatora.
W kinie i telewizji krokodyle występują jako groźne przeszkody w jeziorach i rzekach, jak na przykład w australijskiej komedii z 1986 Krokodyl Dundee, lub jako potworni ludożercy w horrorach, jak w Zjedzeni żywcem (1977), Alligator (1980), Aligator – Lake Placid (1999), Primeval (2007) i Black Water (2007). Pewne media starają się jednak przedstawiać te zwierzęta bardziej pozytywnie, z walorem edukacyjnym, jak programy Steve’z Irwina Łowca krokodyli. W animacjach Hanna-Barbera pojawia się Wally Gator, natomiast Ben Ali Gator w Dance of the Hours w filmie Disneya z 1940 Fantazja. Krokodyl stał się symbolem jednego z najpopularniejszych w latach 80. XX w. w krajach arabskich i Polsce australijskiego serialu Powrót do Edenu.

### Pozostałe
Na szczycie listy Billboard Hot 100 przez trzy notowania znajdowała się piosenka Crocodile Rock Eltona Johna.
Górny odcinek rzeki Limpopo nazywany jest Rzeką Krokodylą.
W Polsce krokodylkami potocznie nazywani są inspektorzy Inspekcji Transportu Drogowego noszący zielone mundury. W związku z tym krokodyle stały się maskotkami tej instytucji.